# École normale d'instituteurs de Paris (1872-1991)

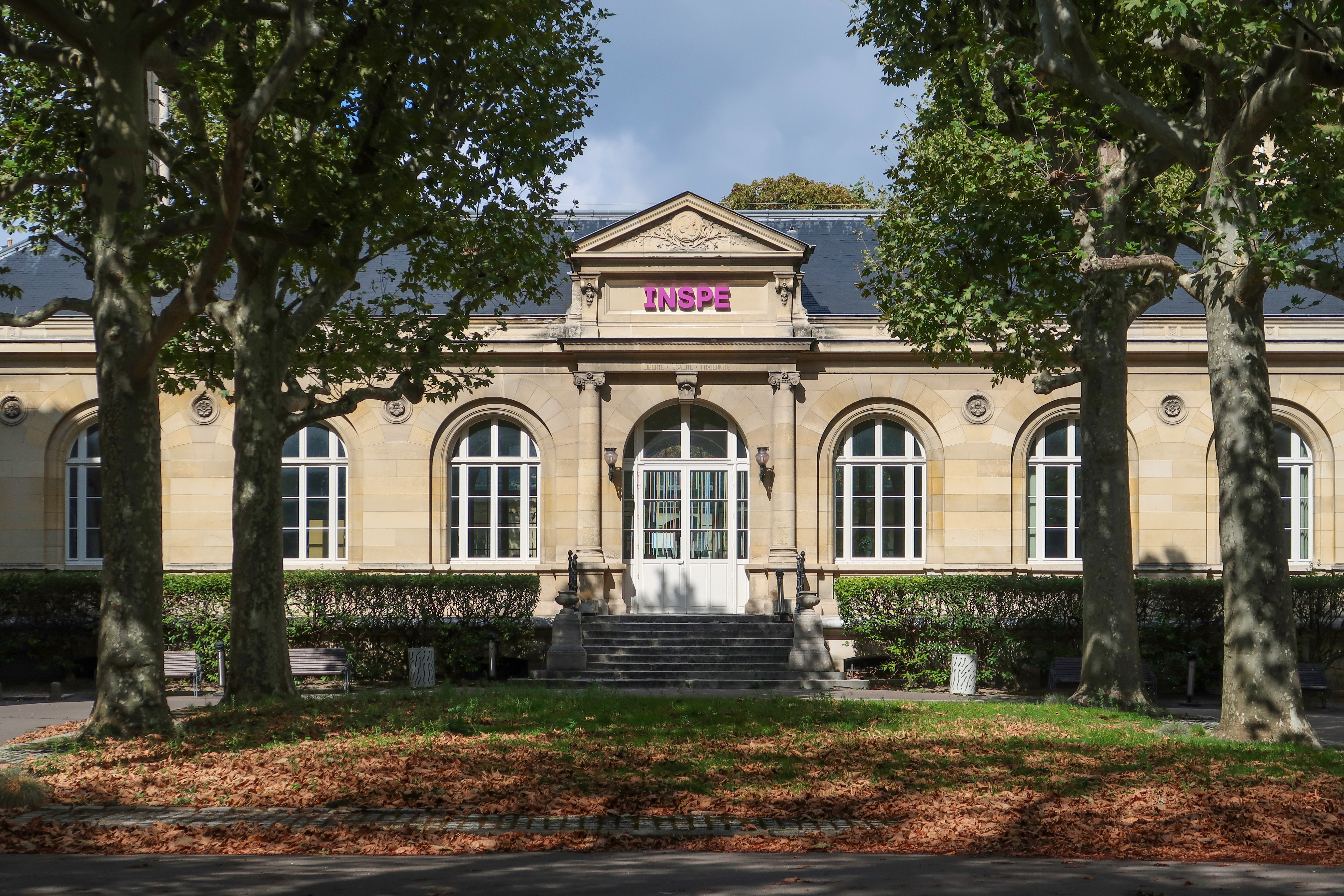
Façade de l'établissement, rue Molitor.

L'École normale d'instituteurs de Paris était une école normale d'instituteurs et d'institutrices, dite aussi école normale primaire. Cet établissement est chargé de 1872 à 1991 de former des élèves (les élèves-maîtres) à l'enseignement à l'école élémentaire. Celle de Paris est créée tardivement par rapport aux autres départements. Elle met en application les directives officielles avec des évolutions en fonction des changements politiques, historiques et sociaux du pays. La réalité de la vie des internes oscille entre représentations officielles et ressenti effectif des intéressés.
En 1991, les écoles normales sont remplacées par les Instituts universitaires de formation des maîtres (IUFM), puis en 2013 par les Écoles supérieures pour le professorat et l'enseignement (ESPE) et en 2019 par les l'Instituts nationaux supérieurs du professorat et de l'éducation (INSPÉ).
Le site historique de l'École normale d'instituteurs de Paris, 10 rue Molitor (16e arrondissement), accueille de nos jours l'INSPÉ de Paris. Désormais mixte et ne disposant plus d'internat, il forme également les futurs professeurs de l'enseignement secondaire.

## Histoire de l'École normale d'instituteurs de Paris (1872-1991)

### Projet
Ne doit pas être confondu avec École normale supérieure (Paris).
La création de l'École normale d'instituteurs de la Seine  est décidée le 13 octobre 1870 par le ministre de l'Instruction publique Jules Simon, à la demande du directeur de l'enseignement primaire de la Seine Octave Gréard. Elle ouvre le 1er octobre 1872. Elle est inaugurée le 28 octobre 1872 au château Ternaux, 11 bis rue d'Auteuil et 5 rue du Buis. Jules Simon préside la cérémonie, assisté de Léon Say, préfet de la Seine, et Octave Gréard.
Cette implantation dans le 16e arrondissement est éloignée du centre de Paris. C'est Octave Gréard lui-même qui livre les raisons de ce choix : « Le centre de Paris ne devait pas être, à notre avis, le siège de l'établissement destiné aux instituteurs. Il importait de soustraire les jeunes gens au contact trop immédiat de la population parisienne ». 
L'École normale d'instituteurs de Paris, abrégé en ENI ou EN de Paris, est parfois appelée École normale d'Auteuil, ou ENA, sigle qui orne la mosaïque du hall d'entrée. Elle tire ce nom du village d'Auteuil où elle est installée, et dont l'existence remonte au Moyen Âge. Sa rue principale conserve le tracé historique et porte le même nom.

### Histoire du site depuis leXVIIIesiècle

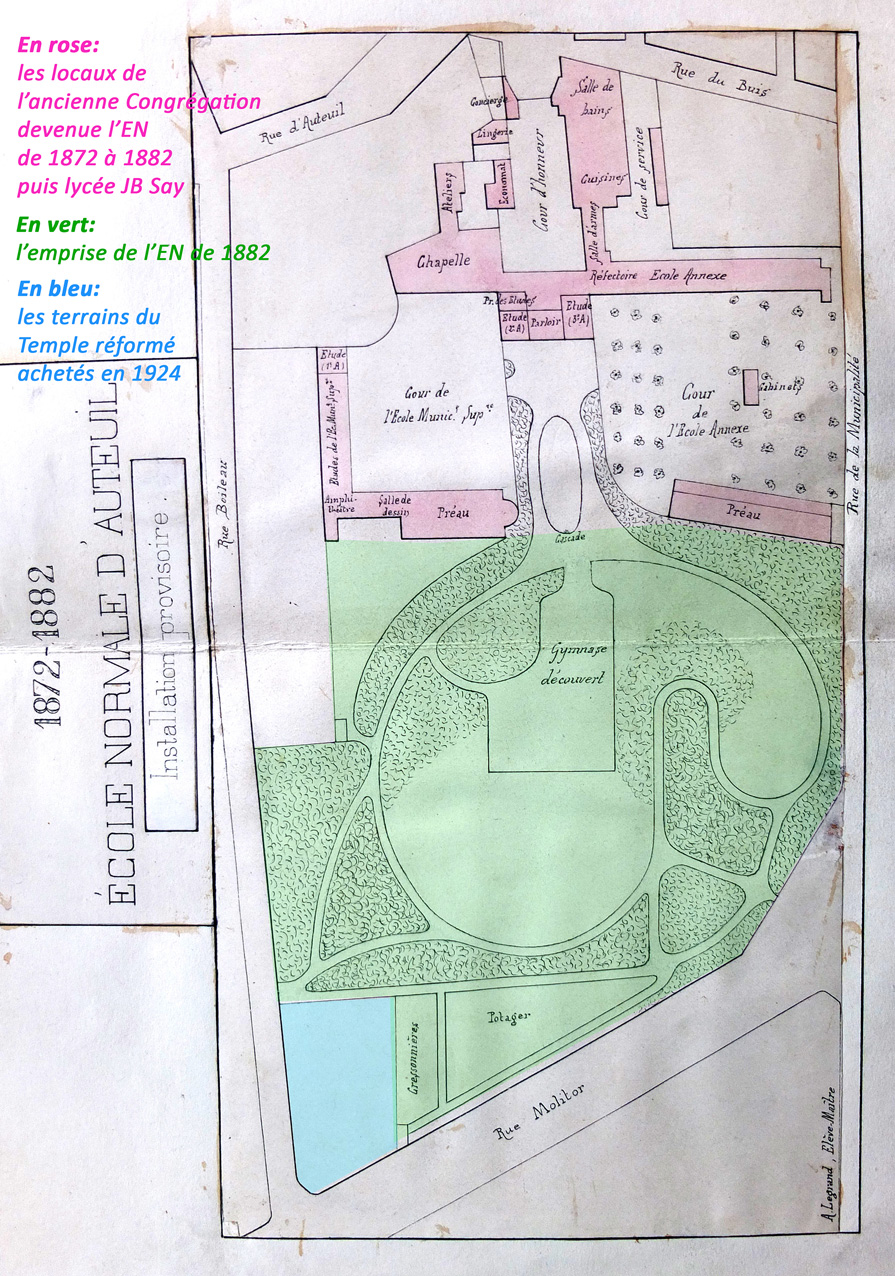
Plan du site à la fin du XIXe siècle : l'École normale d'instituteurs siège dans les années 1870 dans ce qui deviendra le lycée Jean-Baptiste-Say. Au sud, le parc, où seront construits les bâtiments de l'École normale au début des années 1880.

L'origine des terrains où l'École normale sera installée à partir de 1872 prête souvent à confusion. Il est donc important d'en faire le point. Le document en référence en présente l'état.
L'immense domaine où se trouve l'établissement est historiquement celui de l'hôtel de la Ferme, qui s'étendait à l'origine jusqu'à l'actuelle rue Jouvenet. Ensuite, le manufacturier Ternaux s'installe dans le bâtiment principal, qui prend le nom de château Ternaux, et y travaille à introduire en France la fabrication des châles cachemires.
En 1852, le domaine est racheté par l'abbé Lévêque, qui y fonde l'Institution Notre-Dame d'Auteuil. Elle accueille jusqu'à 300 élèves. En difficulté financière, elle ferme avec la guerre de 1870-1871,.
Le terrain est alors racheté par la Ville de Paris, qui va y installer l'École normale d'instituteurs de la Seine (ou de Paris selon les documents).

### Première décennie
Après une décennie d'existence, l'établissement déménage mais reste cantonné au vaste périmètre de l'ancien domaine Ternaux, compris entre la rue du Buis, la rue d'Auteuil, la rue Boileau, la rue Molitor et la rue de la Municipalité, actuelle rue Chardon-Lagache (voir plan ci-contre).
En 1882, l'architecte Léon Salleron (1820-1904) construit en effet les nouveaux bâtiments de l'établissement dans la partie sud du lotissement, à l'angle des rues Molitor et Chardon-Lagache. L'entrée est située au 10 rue Molitor. Au nord, côté rue d'Auteuil, le château Ternaux, ancien site de l'École normale désormais libéré, accueille alors l'école puis l'actuel lycée Jean-Baptiste-Say.
Les nouveaux bâtiments de l'École normale d'instituteurs sont réalisés en pierre beige, comme de nombreux édifices publics de la Troisième République à la fin du XIXe siècle. Le plan ci-contre indique qu'au croisement de la rue Molitor et de la rue Boileau, des terrains sont achetés en 1924 à l'Église réformée. Sur cette parcelle sont construits des bâtiments en brique rouge, matériau typique du style architectural de l'entre-deux-guerres.

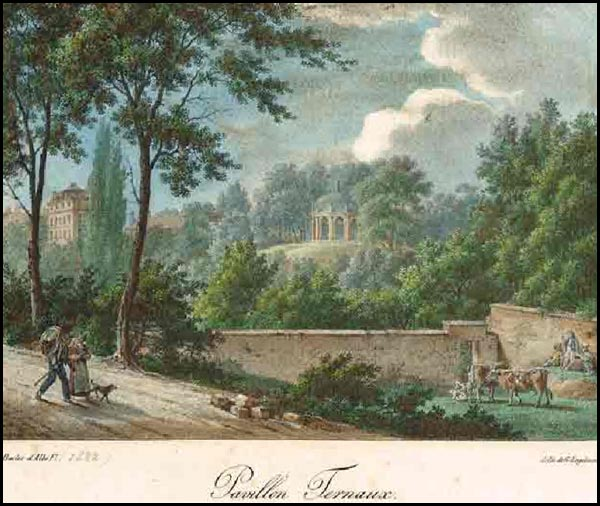
Domaine du château Ternaux. Gravure du XVIIIe siècle.
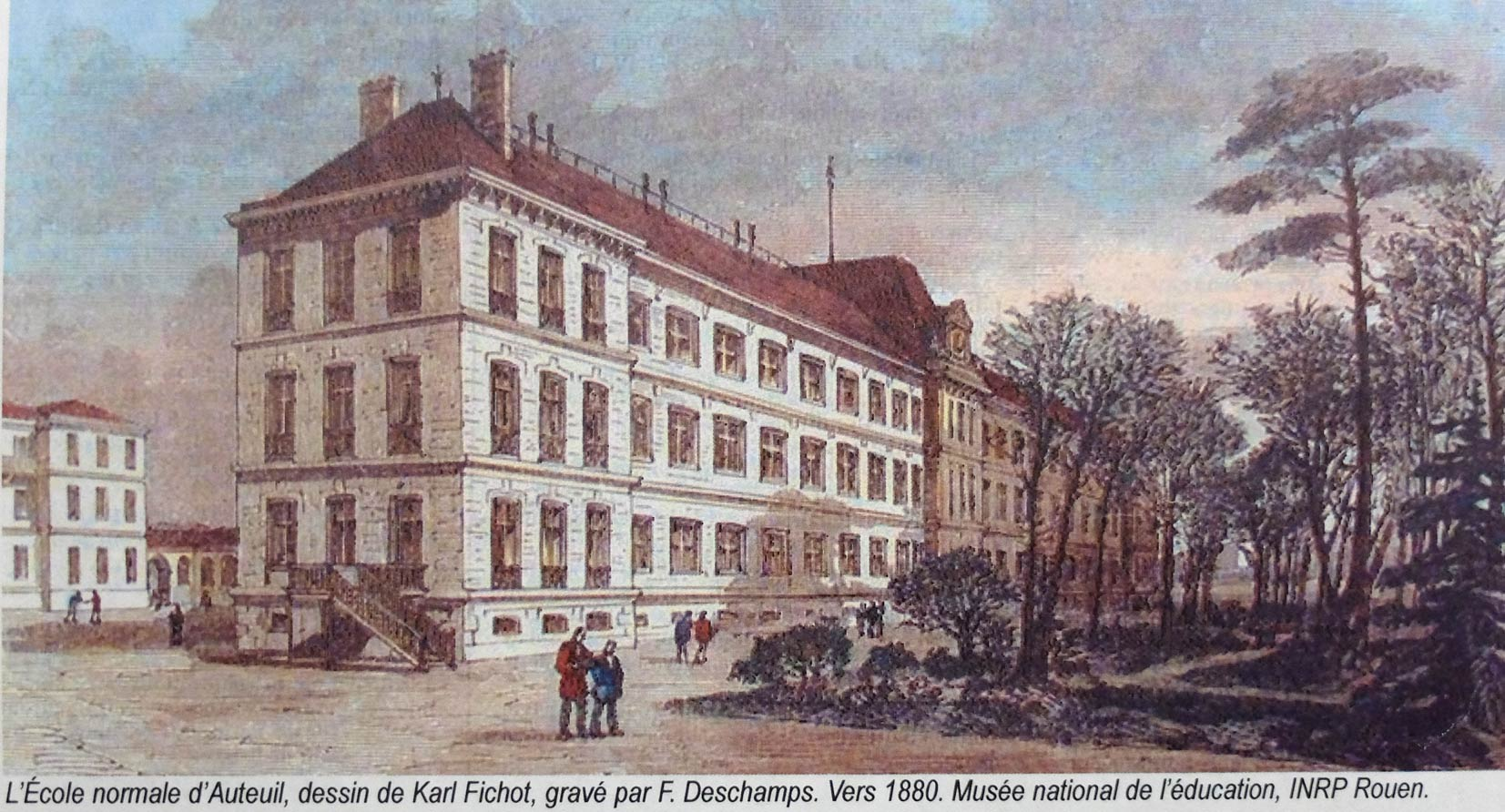
Dessin de Karl Fichot vers 1882, conservé à l'INRP Rouen.
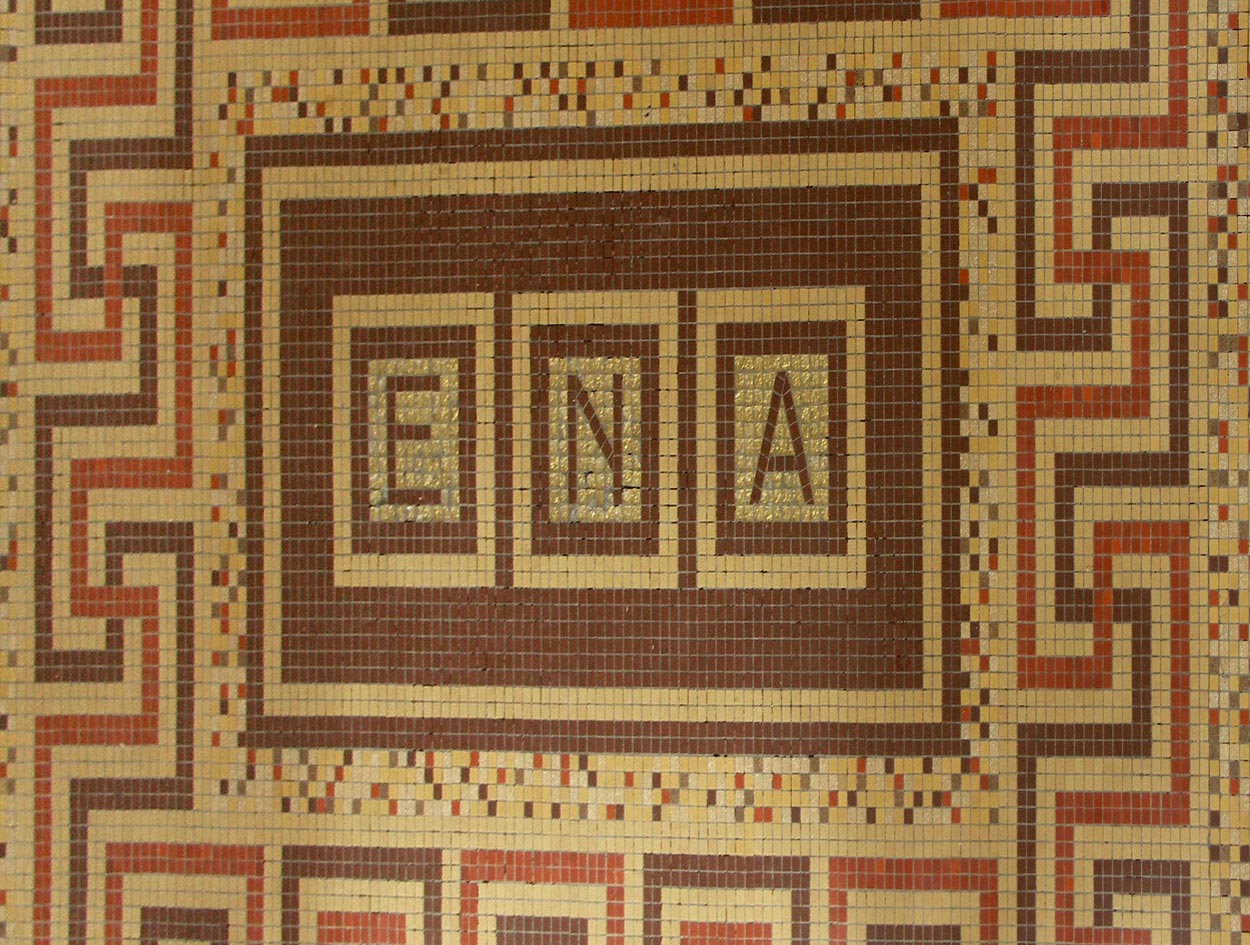
Mosaïque de l'entrée de l'École normale d'Auteuil[8].
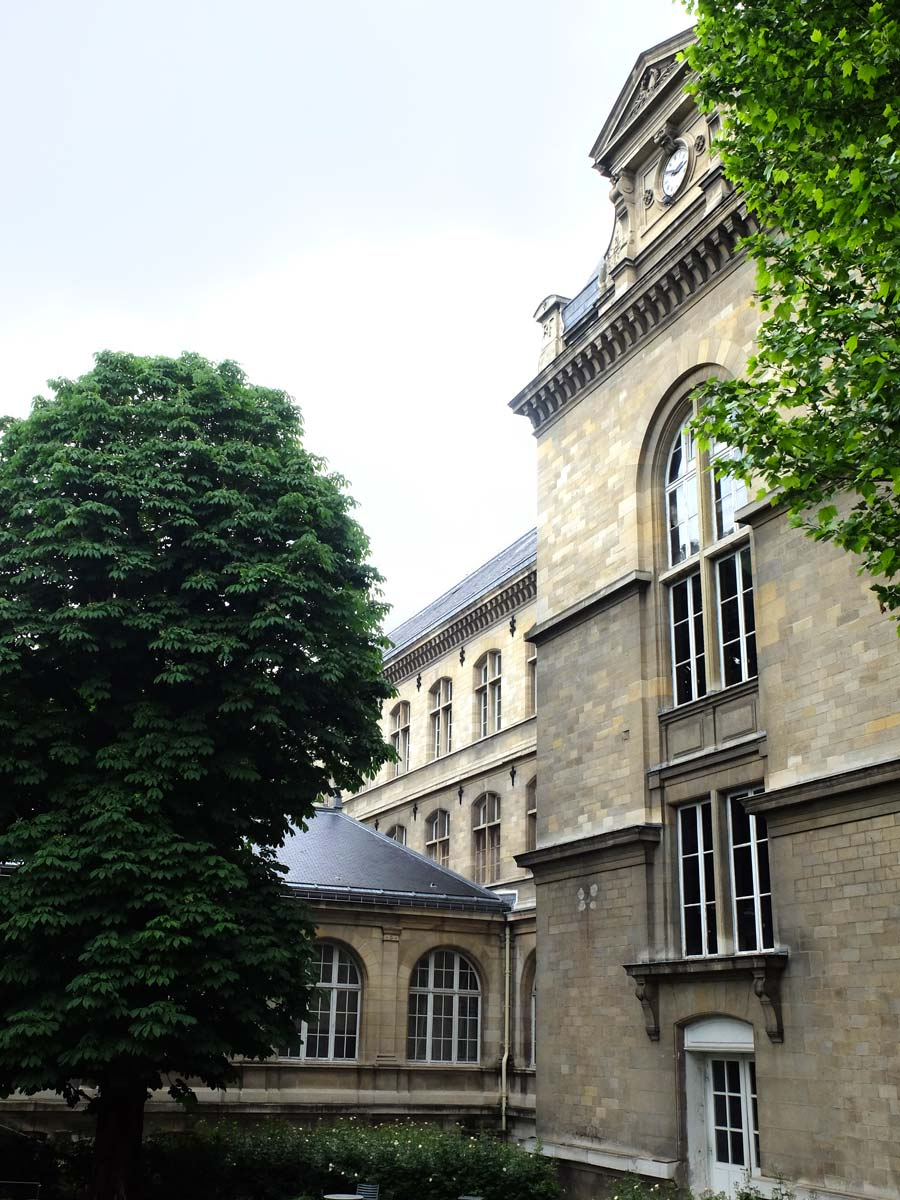
Bâtiment central donnant accès aux deux étages de dortoirs.
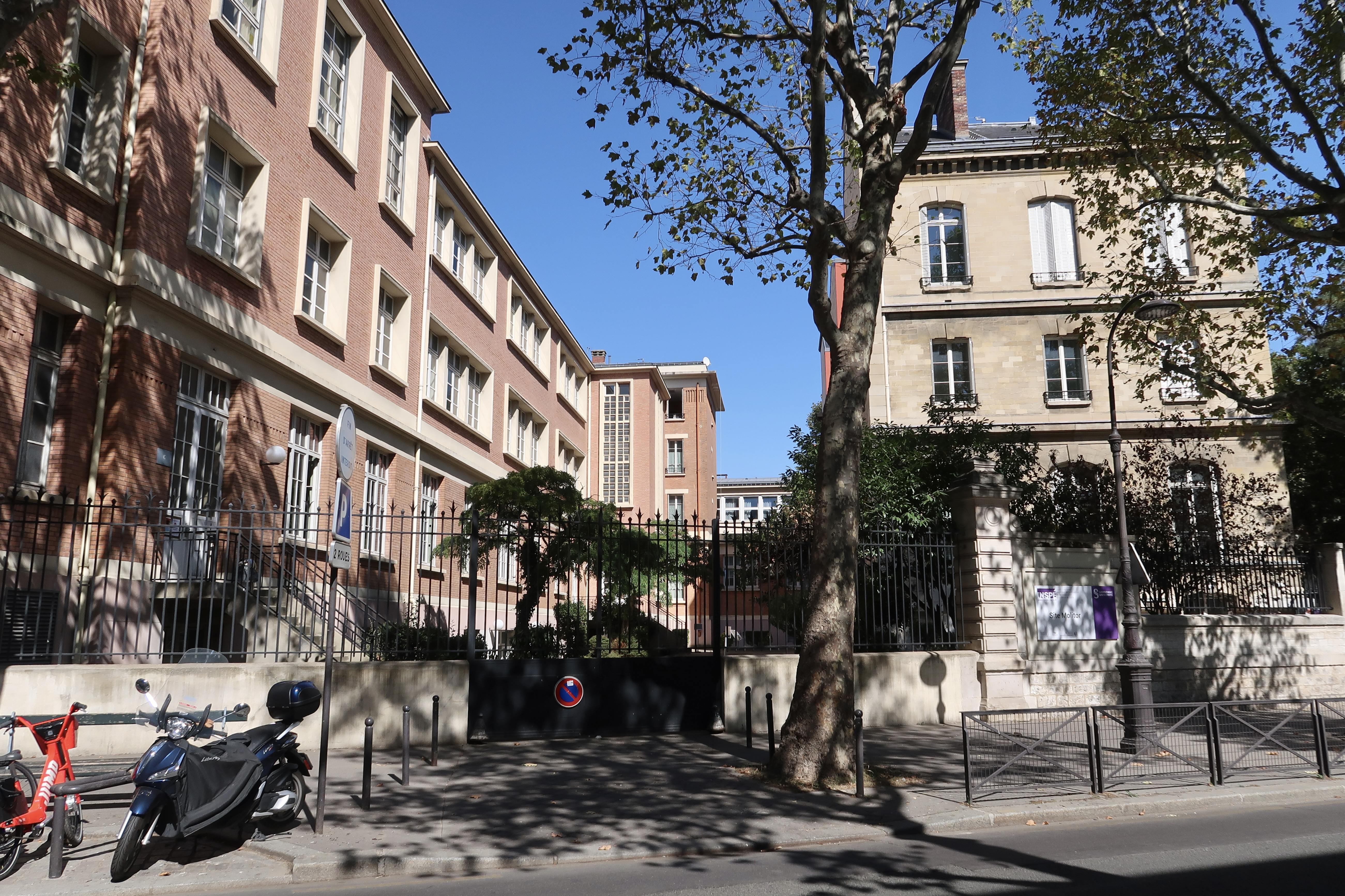
Bâtiment en brique rouge (gauche) et en pierre beige (droite).

### École normale d'institutrices

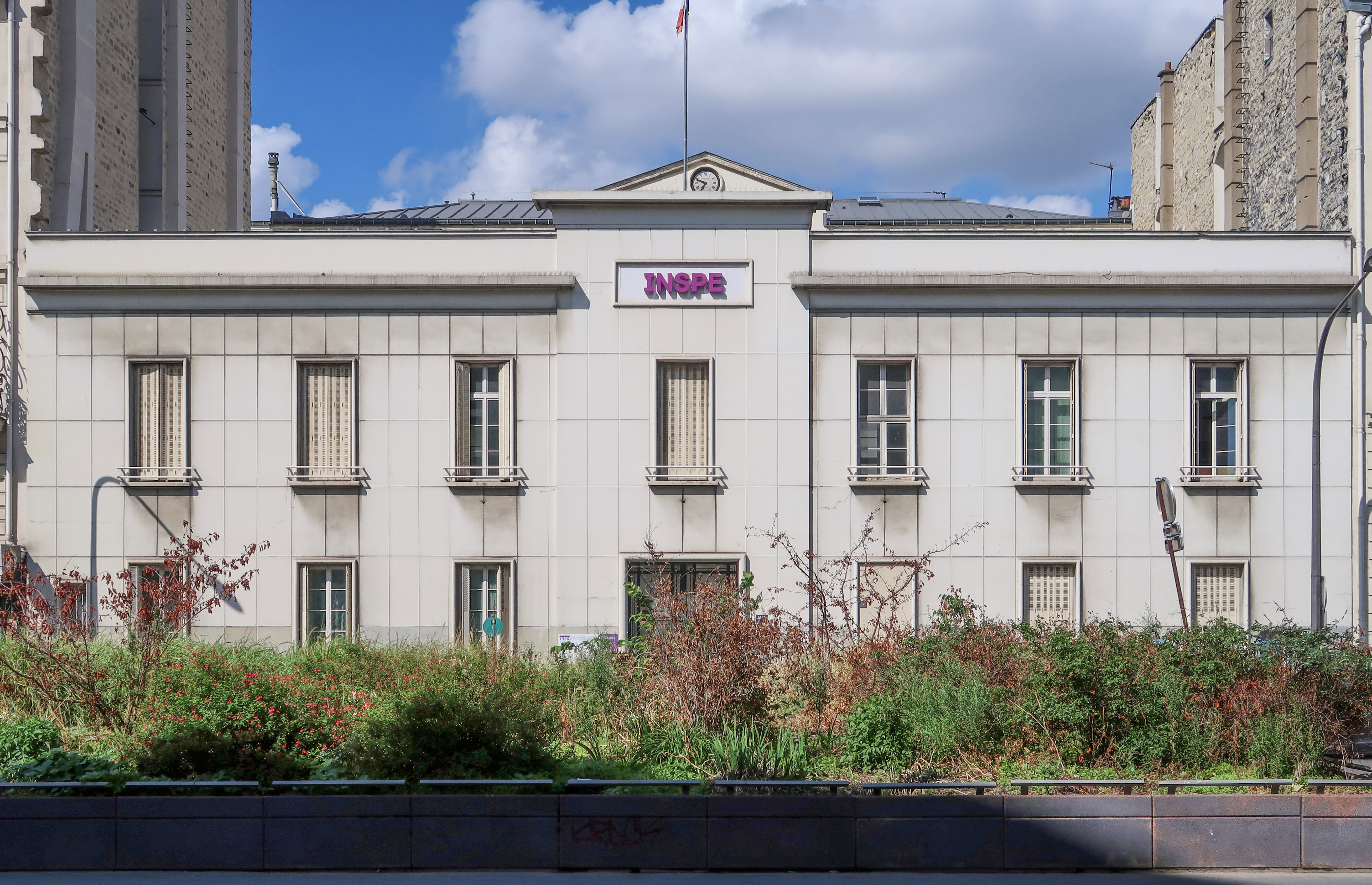
Le site Batignolles.

Cet article traite principalement de l'École normale d'instituteurs d'Auteuil mais il faut noter qu'existe également l'École normale d'institutrices de Paris, située au 56 boulevard des Batignolles, dans le 17e arrondissement. 
Elle est issue de la Petite communauté des Filles ouvrières fondée vers 1760 par l'abbé Guéret passage Saint-Pierre. À la Révolution, elle est transférée à l'Assistance publique, qui la transmet à l'administration municipale en 1841. La ville la transforme en l'École primaire supérieure de jeunes filles pour répondre aux obligations de la loi Guizot de 1833. En 1868, elle est transférée rue Poulletier et divisée en deux sections : enseignement et emplois commerciaux. L'école est transformée en école normale par le vote du conseil général de la Seine du 23 octobre 1872. Elle est créée le 1er janvier 1873 et dirigée par Madame de Friedberg. Le 1er octobre 1874, elle est installée dans les locaux de l'ancienne école polonaise au 56 boulevard des Batignolles, où le site existe toujours, intégré à l'INSPÉ de Paris, comme annexe du site d'Auteuil.

## Directeurs de l'école
Les directeurs successifs de l’École normale d'instituteurs (ENI) d'Auteuil de 1872 à 1991 sont :
- 1872-1875 : Ernest-Menu de Saint-Mesmin
- 1875-1880 : Léon Puisieux
- 1880-1896 : Anthelme Lénient
- 1896 : M. Godart
- 1896-1912 : Émile Devinat
- 1912-1920 : Paul Bernard
- 1920-1934 : Paul-Héliodore Gay
- 1934-1945 : Henri Flandre, ancien directeur de l'ENI de Rouen
- 1945-1964 : Louis Defond
- 1964-1969 : Émile Foex, ancien directeur de l'ENI de Beauvais
- 1969-1978 : J.-Robert Thomas, ancien directeur de l'ENI d'Arras
- 1978-1991 : Frank Marchand, jusqu’à la suppression des ENI, directeur adjoint de l'IUFM de Paris en 1991

## Grands choix éducatifs

### Mise en place de la laïcité
L'Instruction publique est déclarée laïque et obligatoire en 1882. Elle apparaît comme le levier susceptible d'ancrer les valeurs républicaines dans la Nation. La loi de séparation des Églises et de l'État de 1905 permet à toutes les religions de pouvoir coexister. L'Instruction publique a alors pour mission de dispenser un enseignement universaliste. Pourtant, pendant vingt ans, dans certaines d'Écoles normales dont celle de Paris, un aumônier est présent et rétribué par l'établissement.

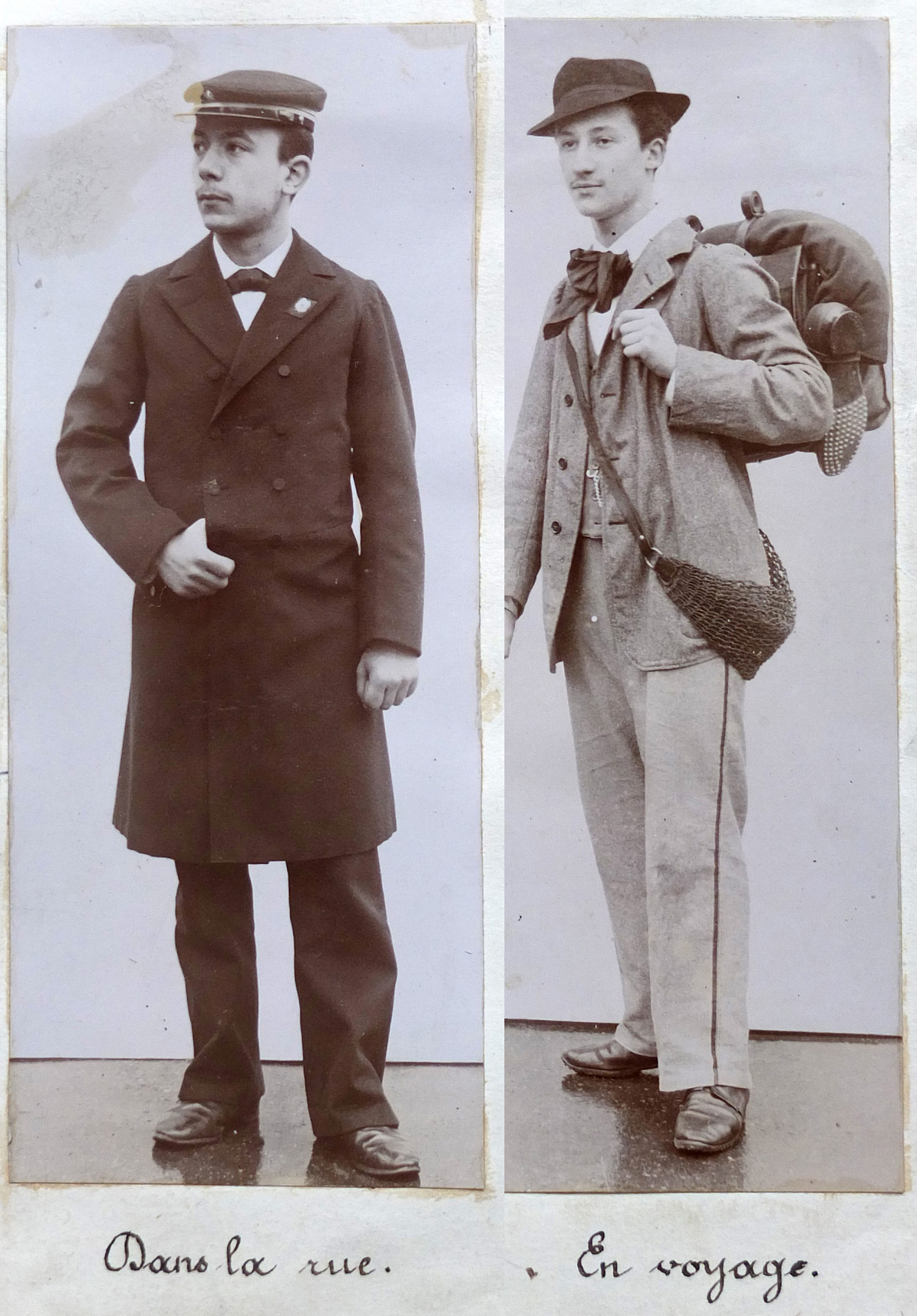
Tenues officielles des normaliens parisiens en 1900.

### Les «hussards noirs de la République»
Cette formule du poète Charles Péguy en 1913 fait référence à la fois au costume austère des jeunes instituteurs (« Ils étaient beaux comme des hussards noirs. Sveltes, sévères, sanglés, sérieux et un peu tremblants de leur précoce, de leur soudaine omnipotence ») et à leur motivation pour enseigner les valeurs de la République. Mais contrairement à cette idée reçue, pendant longtemps, un tiers seulement des instituteurs et institutrices passe par les écoles normales pour y recevoir une formation professionnelle. En fait, les traditions demeurent, que ces jeunes gens et jeunes filles sans formation reprennent sans grands changements. De plus, ils sont dépendants des communes qui gèrent le fonctionnement quotidien et financier des écoles.

### La variation des politiques éducatives
Adolphe Lénient (1880-1896) marque les débuts de l’établissement par des méthodes strictes d’éducation. Émile Devinat, qui lui succède en 1896, l'organise pour sa part sur des principes modernes de confiance vis-à-vis des élèves, dans une approche à la fois hygiéniste et pédagogique : « Propreté, alimentation, santé, éducation physique et civilité ». La période de l'après-guerre (dans les années 1920) entraîne un nouveau revirement et un renforcement du règlement disciplinaire : « La Première Guerre mondiale devait changer tout cela [...]. Une discipline renforcée, extrêmement rigoureuse, fut instaurée rue Molitor [...]. Plus de sorties sportives le mardi, suppression du week-end de quinzaine, plus de commentaires de presse à l'heure du déjeuner, réduction du nombre de promenades champêtres, plus de matinées récréatives, plus de public aux conférences, plus de bals, plus de stages en banlieue, plus de restaurant. Mais par contre, multiplication des cérémonies officielles auxquelles nous devions participer et chanter en chœur. La mise au point de ces séances [...] prenait un temps précieux, perdu pour de véritables études [...] ».

### Le vécu des normaliens
Dans les années 1920, certains normaliens estiment la situation contradictoire. Ils critiquent la différence entre un discours officiel ouvert et une réalité plus intransigeante et estiment la situation d'autant plus contradictoire qu'ils seront amenés, à la fin de leur formation, à devenir eux-mêmes des enseignants,.
La discipline entraîne des réactions de la part des internes. En fait, à la pesanteur des règlements et de leur application, ils opposent d'abord une force d'inertie considérable et un humour constant. Ils mettent aussi en place une vie secrète en marge des règlements : fumoirs et salles de jeux occultes, batailles rangées entre promotion, petits-déjeuners anticipés et secrets car les internes doivent attendre deux heures entre le lever à 5 h en été et le petit-déjeuner.
La Coinciade est une publication clandestine des normaliens. Leur esprit frondeur apparaît dans la production de ce journal clandestin par chaque promotion, dans les années 1920. Ses centaines de pages (parfois plus de 500 pages), dans un format approximativement 15 x 21 cm, sont tirées dans le plus grand secret au cours des trois années de la formation. Elles dénoncent avec une certaine dérision les défauts ressentis dans l'internat.

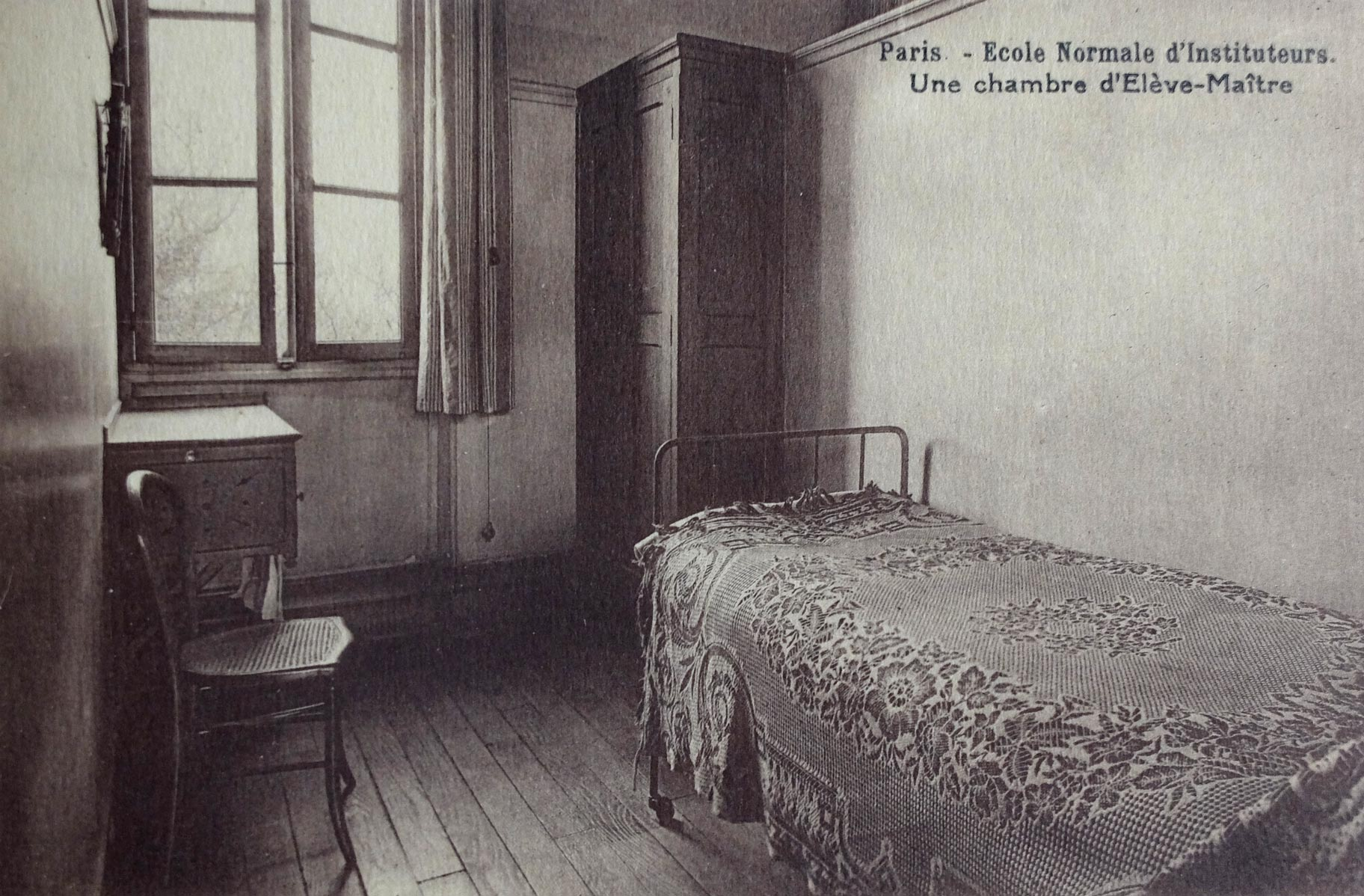
Chambre d'un interne.
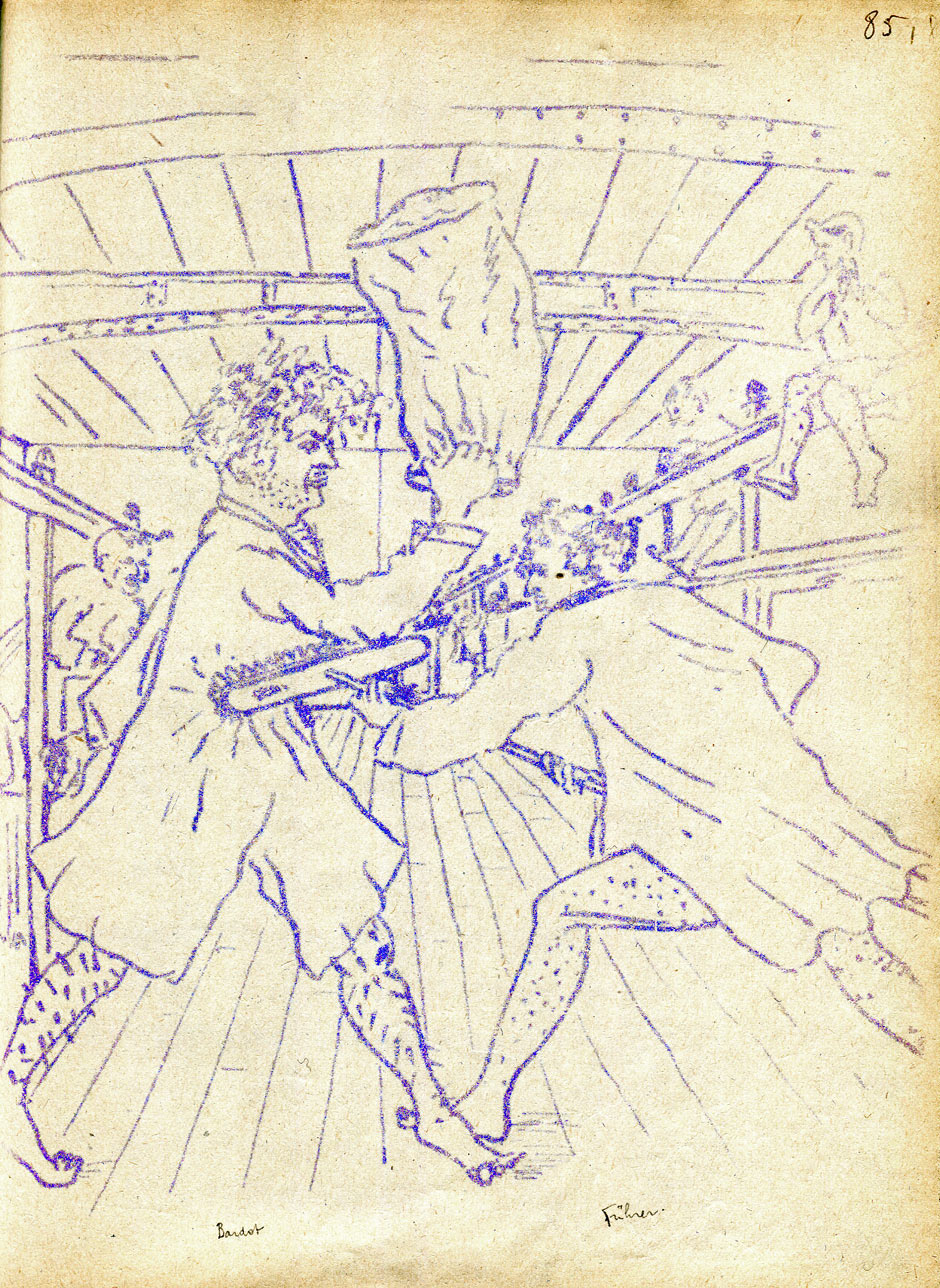
Bataille entre internes.
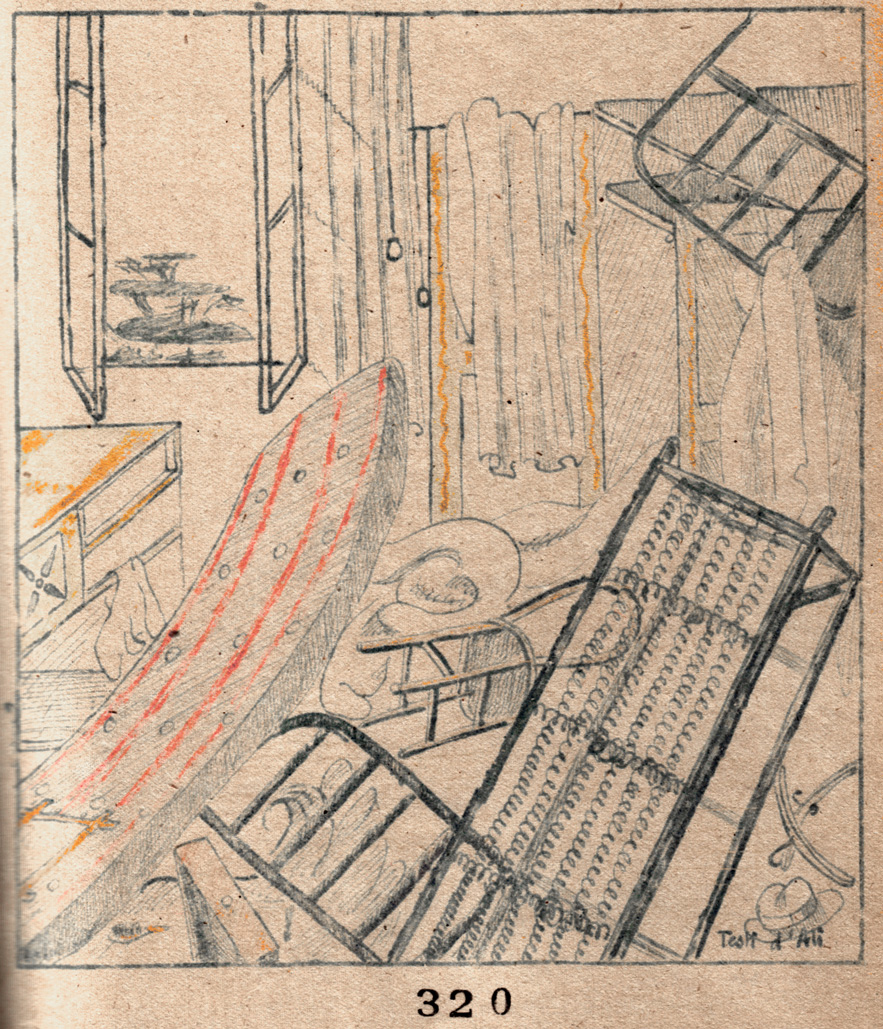
Chambre après la bataille.
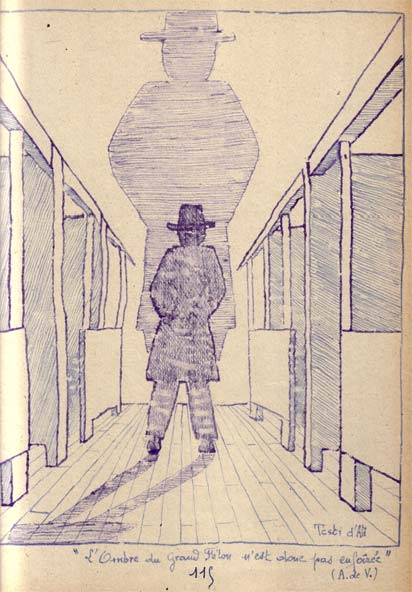
Retour au calme.
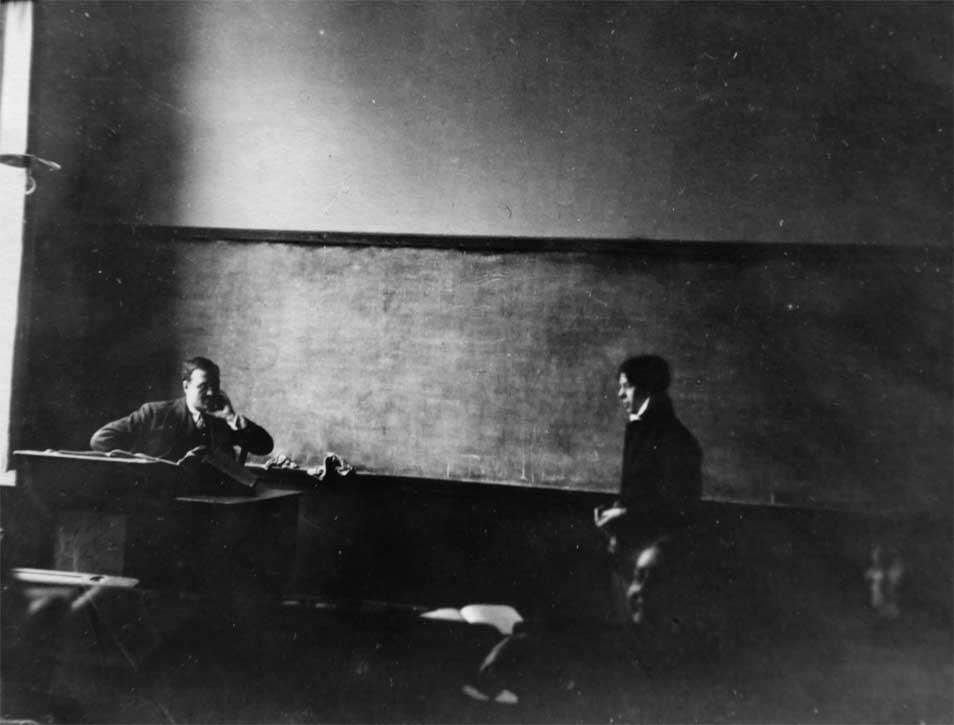
Normalien interrogé en classe.

### La photographie à Auteuil
La photographie, comme le cinéma naissant, ont une place importante dès les débuts de l’École. Ces médias doivent assurer plusieurs tâches, parfois contradictoires, de représentation du monde et de fixation du modèle de société républicaine, de témoignages et d’expressions personnels également.
La création d’albums reliés atteste de cette volonté éducative. Présentés aux Expositions universelles de 1889 et 1900, dans un pavillon de l'Instruction publique, ils exposent la création, les objectifs, les activités et les voyages de l’École normale de Paris. Par exemple, l’élève-maître Heyser de la 26e promotion (1897-1899) met en scène le déroulement d’une journée fictive, avec quelques « acteurs » choisis. Les situations-types sont posées, figées et censées représenter le bon déroulement de la formation. Elles en disent autant sur le désir de reconnaissance que sur les réalités quotidiennes. Dans les albums du photographe scolaire Tourte et Petitin, l’établissement semble un lieu désert, mises à part quelques photos de groupes très structurées.
Les monographies des élèves-maîtres et les récits des voyages de fin d’année font souvent appel à la photographie comme source documentaire, concurremment au dessin qu’ils maîtrisent pour un certain nombre d’entre-eux.
Les voyages personnels des professeurs sont une autre source non négligeable. Côte d'Azur, Italie, Afrique du Nord, ainsi que l’Afrique noire et Madagascar, il est parfois difficile d’attribuer un auteur à ces véritables documents bien qu’ils sont parfois annotés. Ils semblent avoir été projetés en diapositives lors de conférences normaliennes.

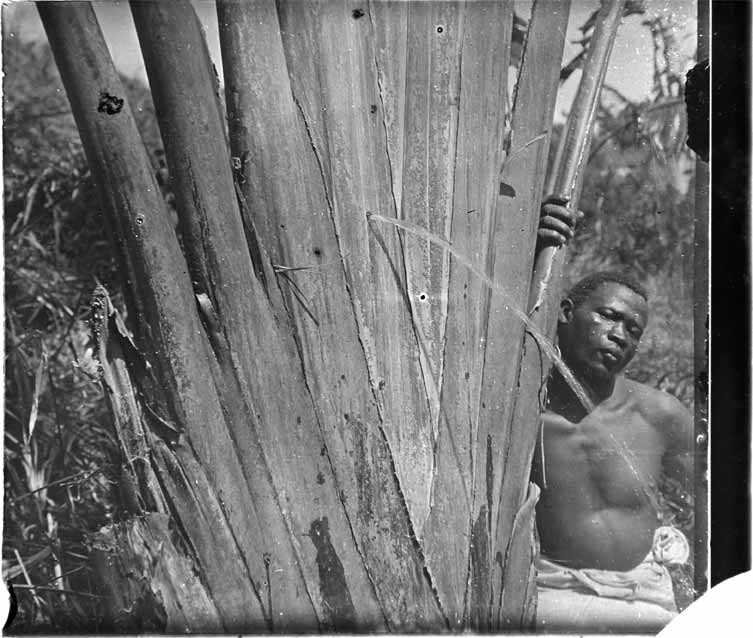
Arbre des voyageurs, Madagascar, vers 1890.
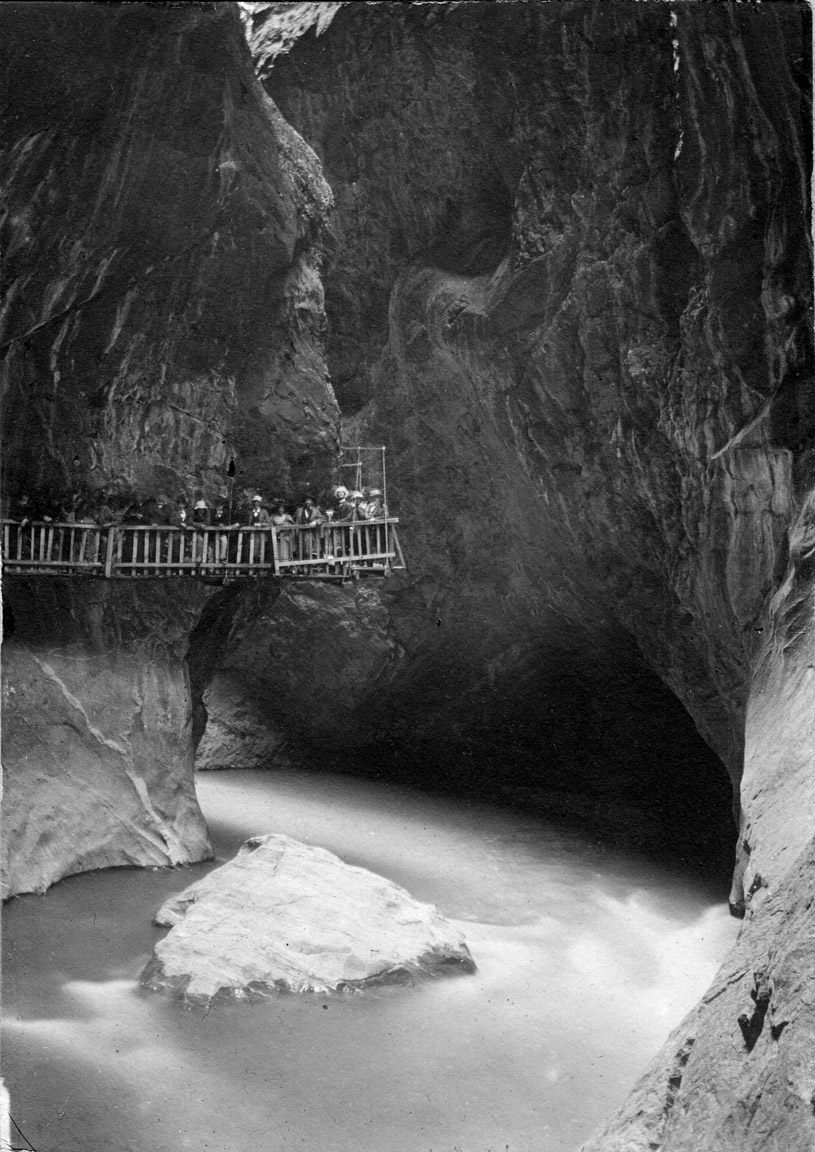
Gorges de la Reuss, Suisse, 1902.
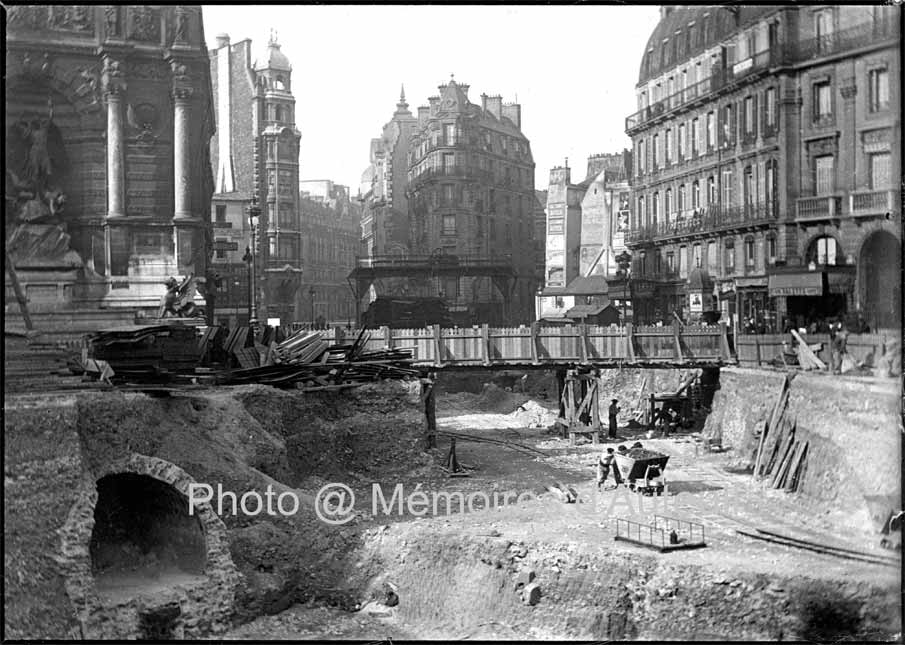
Construction du métro Saint-Michel, 1905.
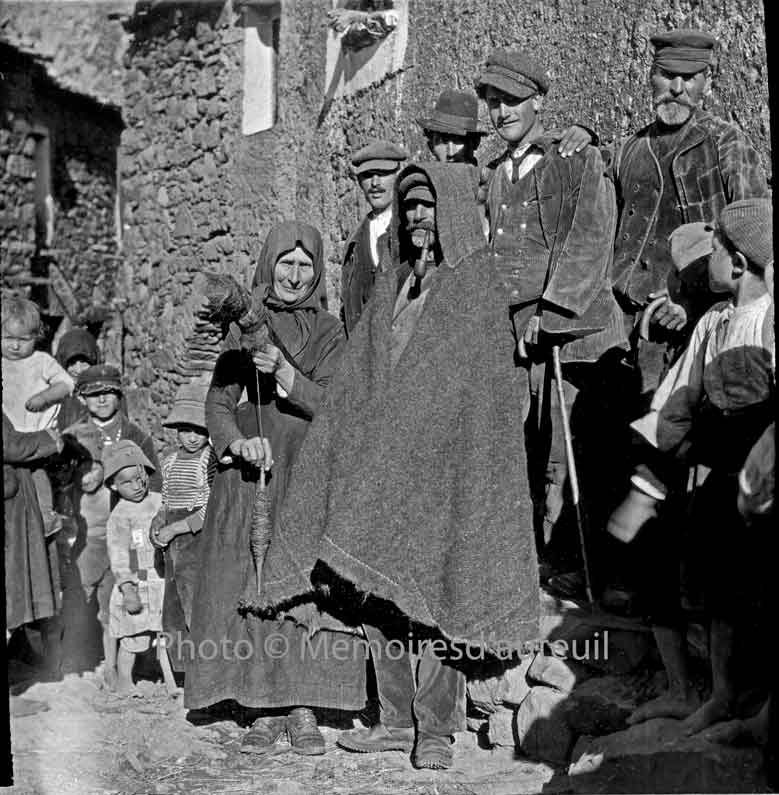
Corse, 1923.
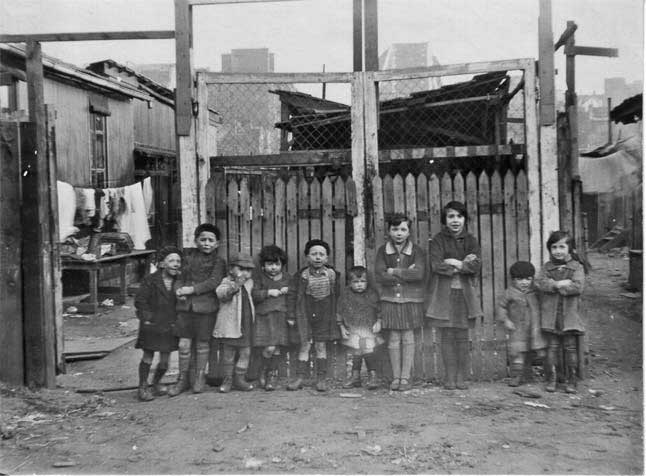
« La Zone » des fortifs, D. Hébert, 1930.

## Organisation des journées
L'internat héberge plus de 80 % des élèves-maîtres pendant les trois années de la formation. Il détermine le fonctionnement de l'établissement qui compte autour de 200 élèves-maîtres annuellement.

### Emploi du temps

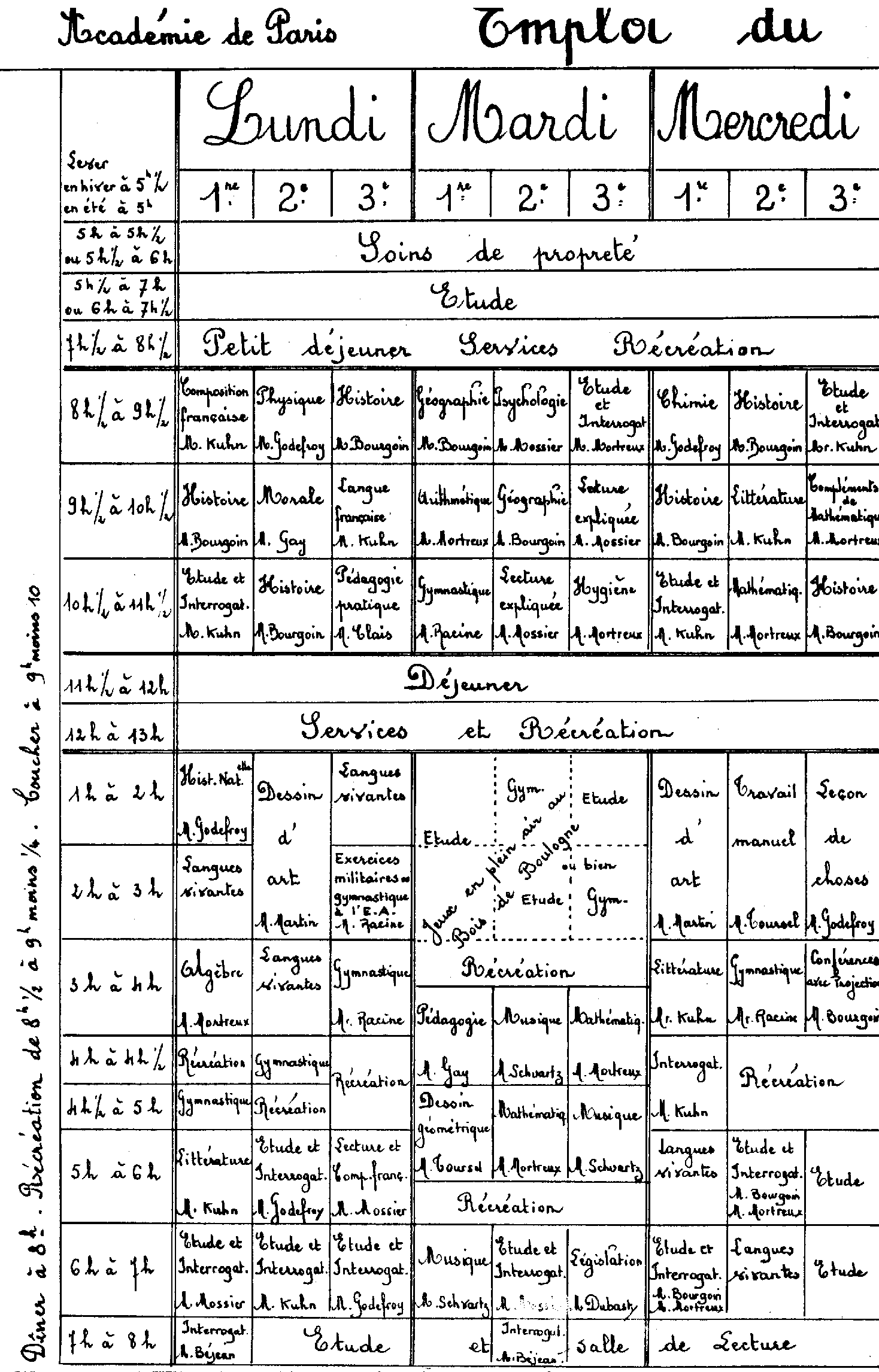
Emploi du temps en semaine.

Le programme du 3 août 1881 fixe l’emploi du temps globalement, excepté les jeudis, dimanches et jours de fête. Il prévoit au moins huit heures de sommeil chaque jour. Sur les heures de la journée, six environ doivent être employées aux soins de propreté, repas, récréations et exercices corporels. Sur les heures réservées au travail, cinq au moins sont consacrées au travail personnel, aux lectures et à la préparation des classes en étude (entretien). Aucun cours n'a lieu le dimanche, ni dans l'après-midi du jeudi. L'emploi de ces journées est réglé par le directeur (ou la directrice pour l'École normale d'institutrices).
Cet emploi du temps s'organise autour de l'enseignement des différentes disciplines et sorties éducatives dites « promenades d'instruction » le jeudi après-midi. Il compte 38 h de cours et d'études par semaine ordinaire.
Les contraintes de l'internat sont intégrées de manière stricte, avec un lever à 5 h en été et 5 h 30 en hiver. Le coucher est à 21 h. Une heure avant les cours, les élèves-maîtres participent aux tâches de nettoyage et de rangement des différents locaux. Cela donne lieu à une répartition entre anciens et nouveaux (les « Lapins » selon la terminologie consacrée).
Le dimanche matin est consacré à l'entretien du directeur. À partir de 11 h, la sortie réglementaire, dont la destination familiale est recommandée, est autorisée jusqu'à 20 h 45.

### Les locaux
Classes, réfectoire, cuisine sont conçus à l’image de l’établissement. Ils sont amples et prévus pour durer. La cuisine est ainsi mise en scène dans sa fonction centrale, essentielle à la vie de l’internat.

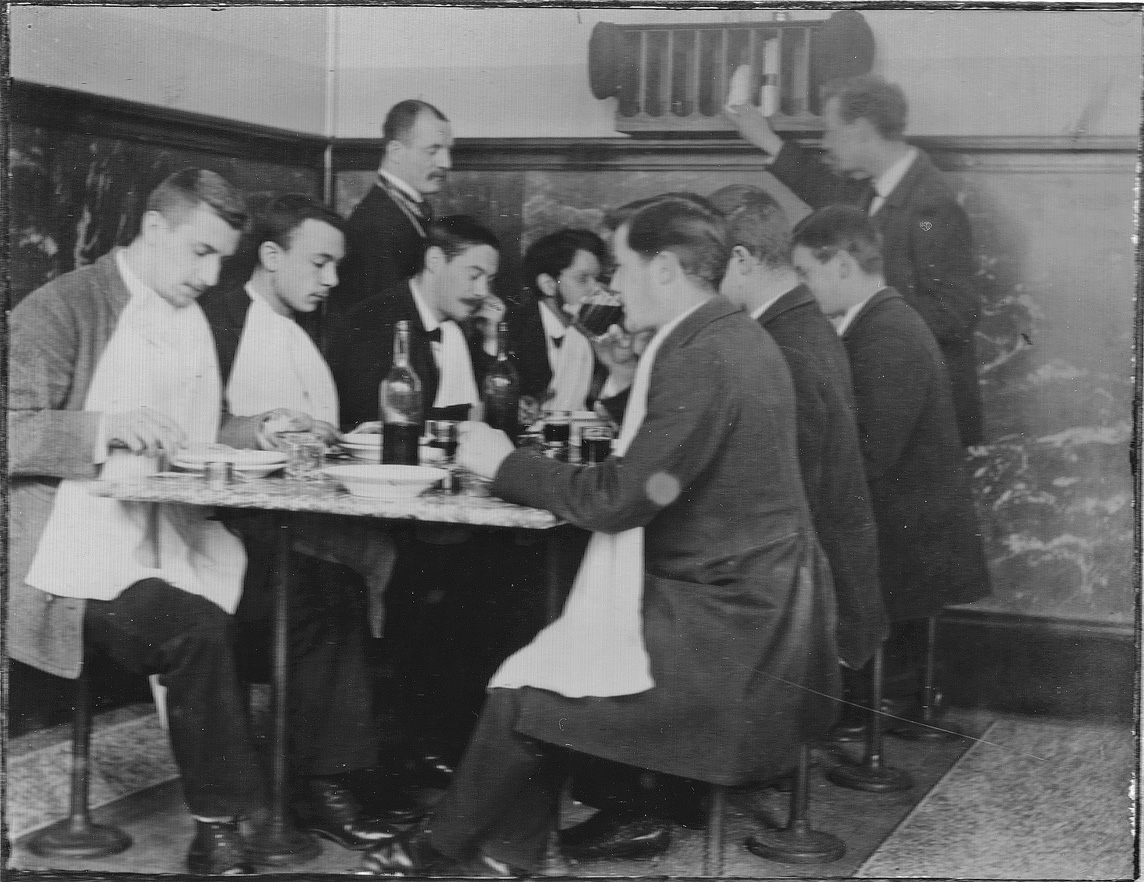
Normaliens à table en 1900.
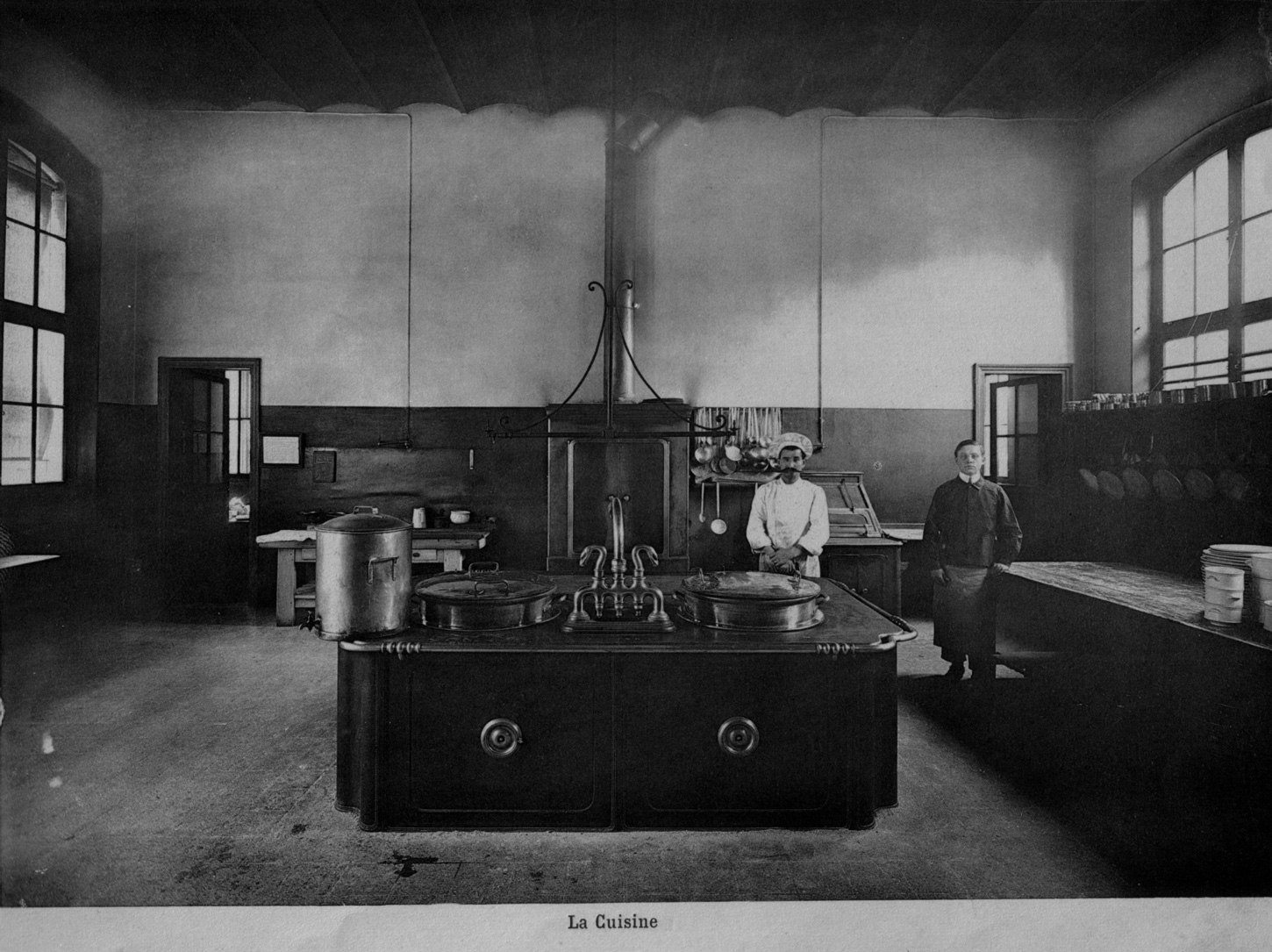
Cuisine de l'École normale de Paris en 1913.
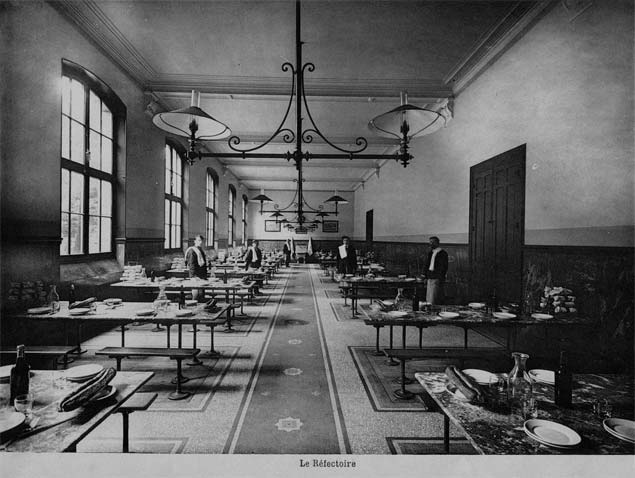
Réfectoire de l'École normale de Paris en 1913.
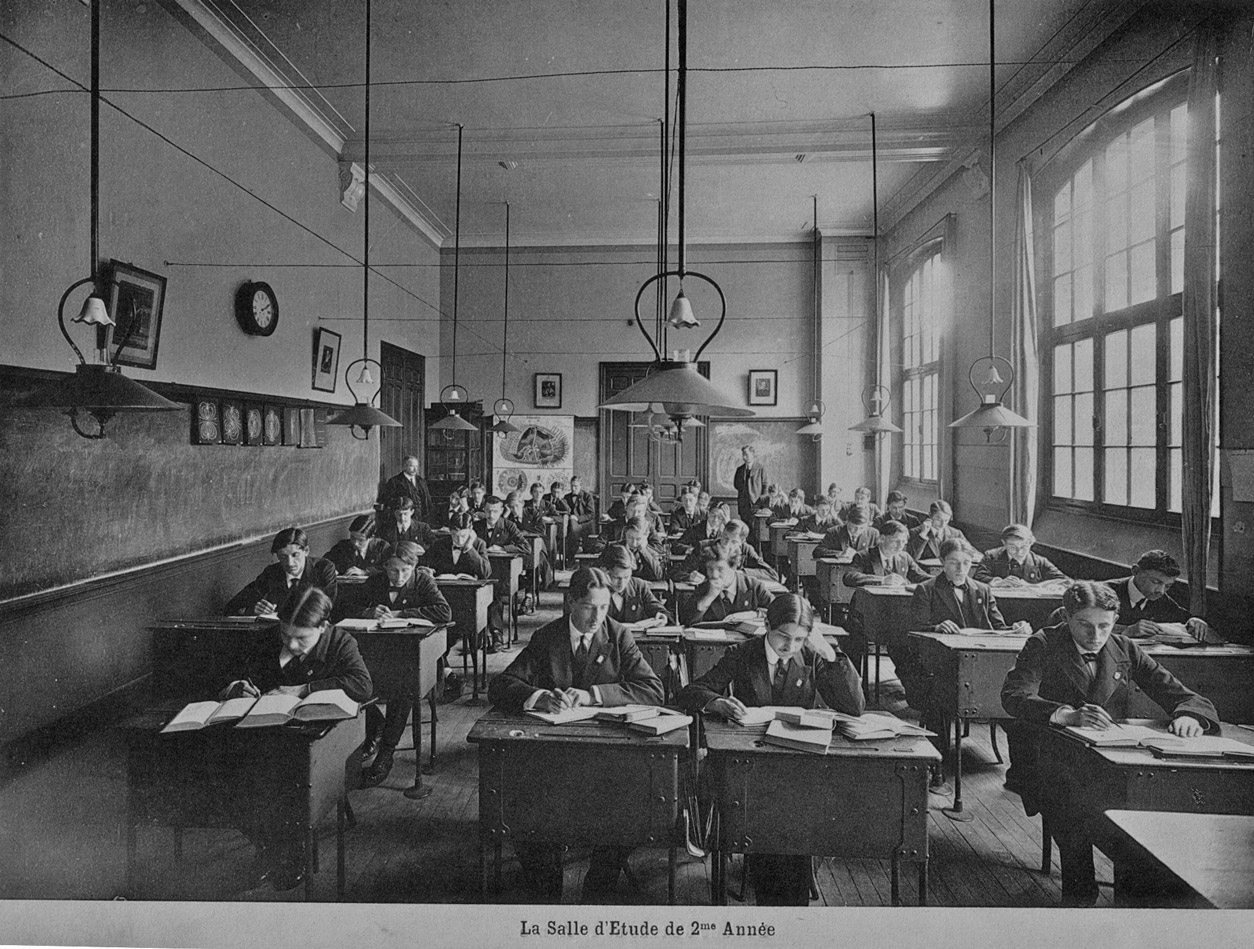
Salle de classe en 1913.
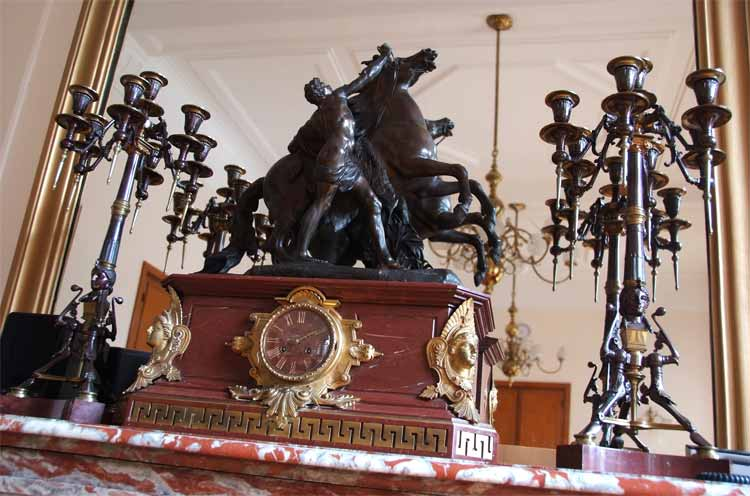
Horloge de la salle des Actes.

### Les voyages d'été ou «caravanes scolaires»
Dès 1882, les voyages de vacances de fin d’année sont appelés « caravanes scolaires » et récompensent les meilleurs élèves des différentes classes. Ils obéissent à des règles précises que rappelle É. Devinat : « Toujours préparé avec un grand soin, l’itinéraire de ces voyages offre à l’observation des jeunes touristes de multiples occasions pour s’exercer, prendre des notes, des photographies [voir la photo sur la production des photographies] et des croquis relevés en cours de route, qui servent ensuite à l’établissement de comptes-rendus qui fixent le souvenir de chaque voyage. Il faut aussi rendre des comptes au Conseil général de la Seine qui finance les voyages, et veut s’assurer du bon emploi des fonds alloués » [voir le tableau des voyages de 1882 à 1939].
Deux grands pédagogues inspirent ces caravanes scolaires. Jean-Jacques Rousseau et Rodolphe Toepffer, qui estime qu’après avoir travaillé, il faut « voir du monde, prendre l’air, flâner, digérer ce qu’on apprend, observer, lier la science à la vie ».

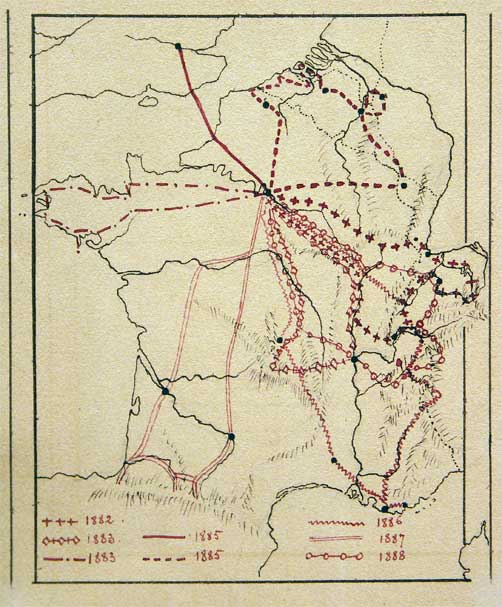
Voyages de 1882 à 1888.
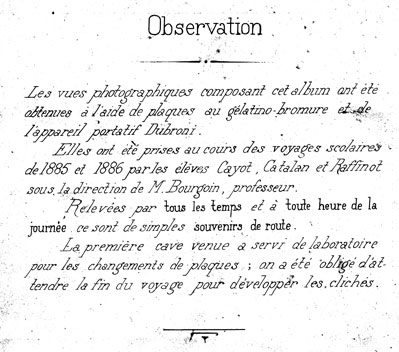
Conditions de production des photos en 1889.

## L'École normale et la Première Guerre mondiale

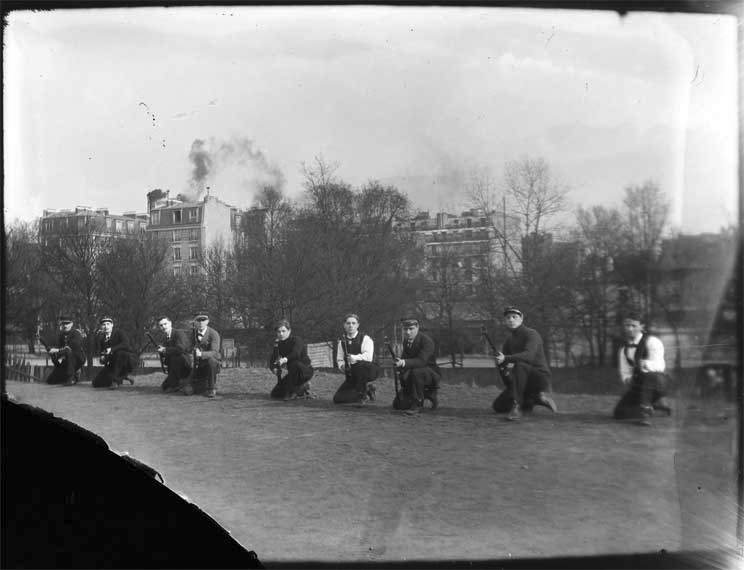
Exercice de tir près des fortifications vers 1900.

### Patriotisme et pacifisme
Le patriotisme occupe une place importante à l’école depuis sa fondation, avec la création des « bataillons scolaires » en 1880 puis la préparation militaire après 1903. L’enseignement de la morale et le traumatisme de la perte de « l'Alsace-Lorraine » sont très présents et s'opposent au pacifisme également très ancré dans l'enseignement primaire,.
La pratique du sport et de la gymnastique en particulier pour la discipline et la maîtrise corporelle qu’elle suppose sont un encouragement à former les jeunes élèves à leur éventuel statut de sous-officiers de réserve,.

### Les victimes de la guerre
Au total, vingt-neuf promotions sont touchées par les combats de la Grande Guerre, et plus particulièrement celles comprises entre la 32e et la 40e, entrées à l’EN entre 1903 et 1911, qui comptent 120 morts. Ainsi, la 40e promotion compte 40 % de tués. Les victimes avaient entre 18 et 25 ans au moment de la mobilisation.
Entre 225 et 238 noms d’anciens normaliens sont recensés sur les plaques commémoratives, ce qui représente une très forte ponction dans les rangs des jeunes instituteurs parisiens,.

### L'hôpital militaire n°108
Entre 1914 et 1917, l'École normale d'Auteuil accueille des soldats blessés. La Croix-Rouge la destine au traitement de la fièvre typhoïde, avec l’aide de l'Union des femmes de France. L'établissement compte de 125 à 275 lits en juin 1915 et en 1917 plus de 800 soldats y auront été soignés.

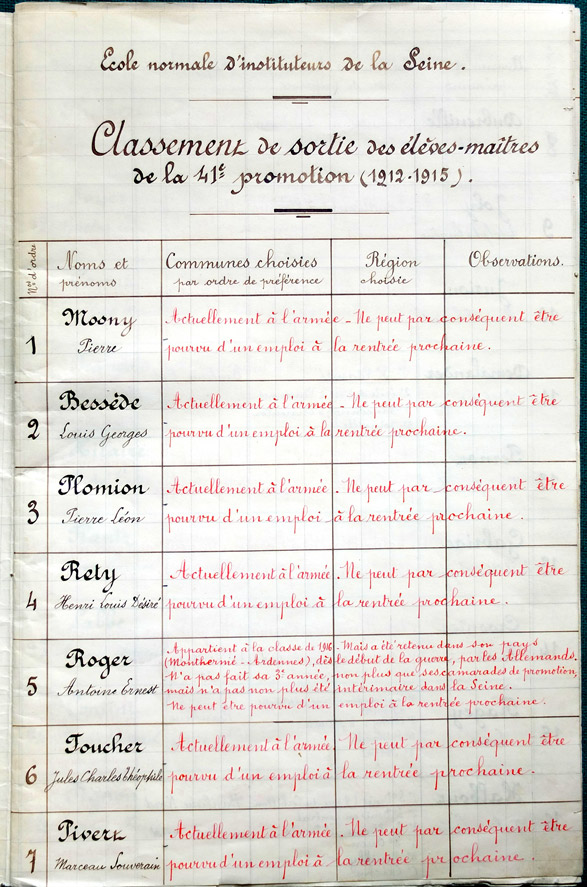
Classement de sortie des normaliens en 1915.
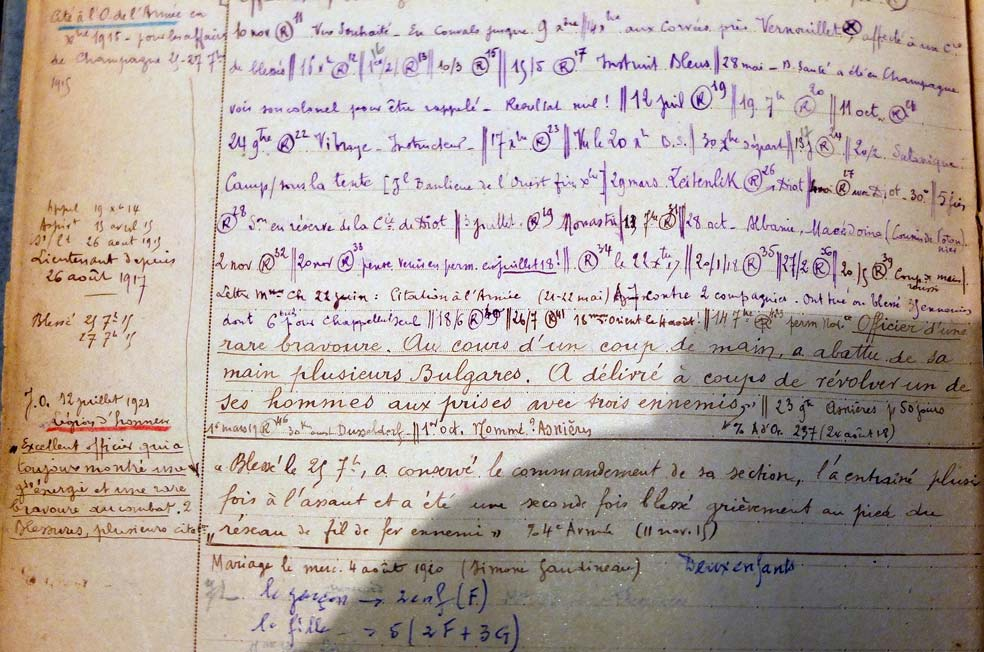
Carnet relatant les faits d'armes des normaliens.
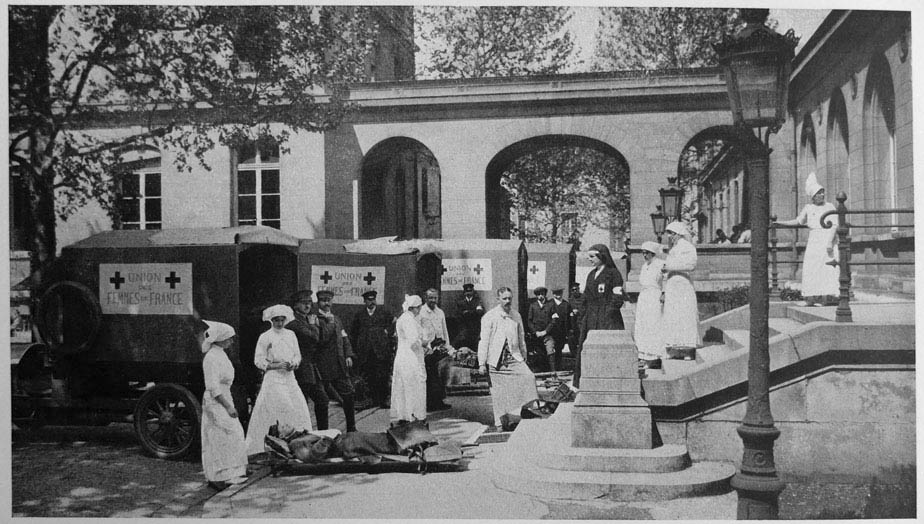
La Croix-Rouge à Auteuil.
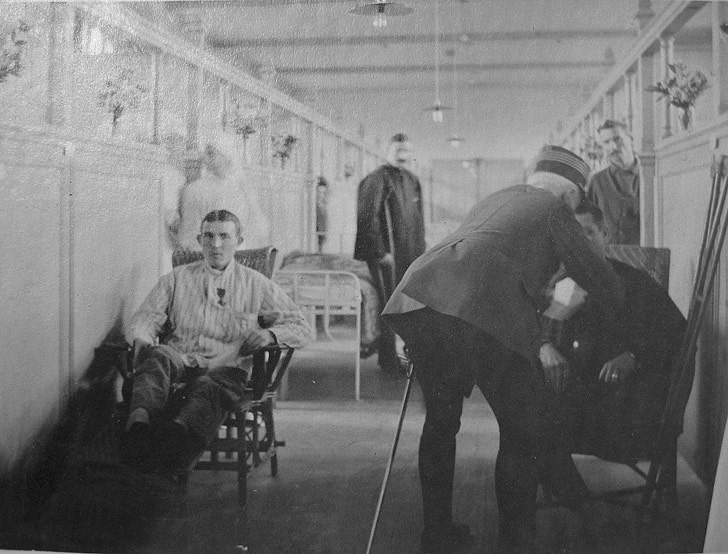
Blessés décorés dans un dortoir.
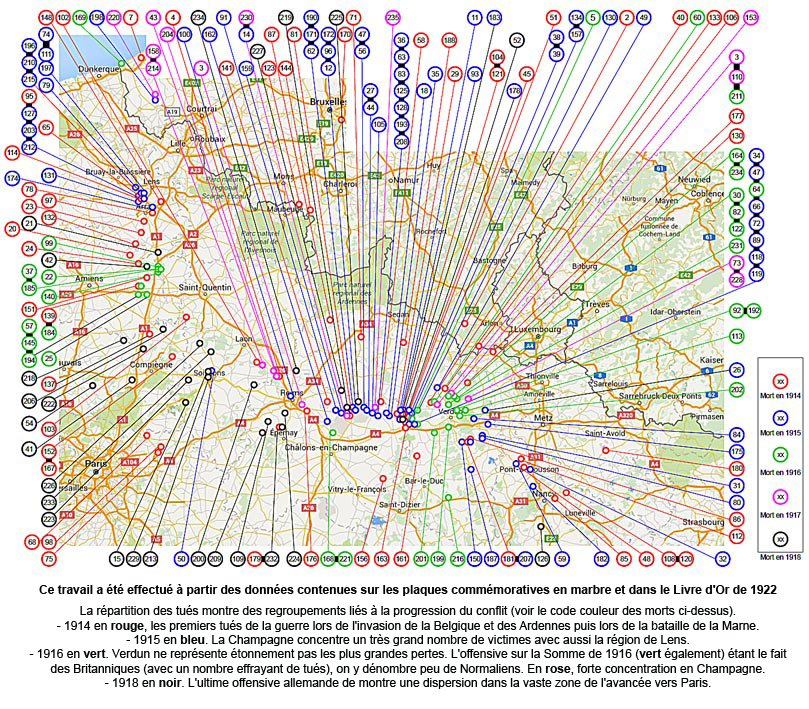
Relevé des normaliens morts au combat.

### Commémoration du 11 novembre

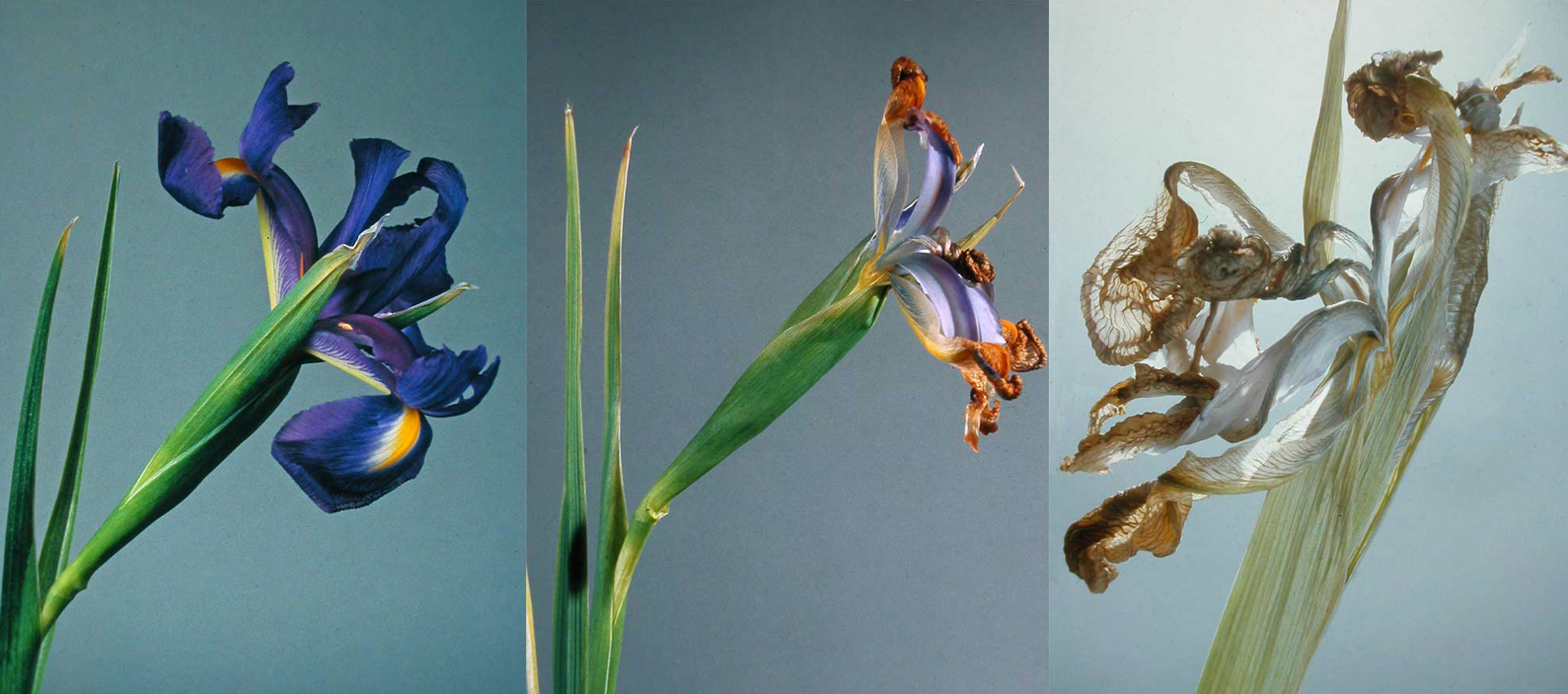
Iris du 11 novembre.

Tout d'abord très officielle et revendiquée dans les années 1920, la cérémonie de l'armistice du 11 novembre 1918 est devenue discrète. Mais on fleurit toujours les plaques de marbre commémoratives des normaliens tombés au combat. La photographie des iris est un hommage de 1989. Outrages du temps, la mémoire et sur les fleurs : les iris imitent l'apparence d’insectes pour favoriser la pollinisation. Juste retour des choses, en se desséchant, ils semblent se métamorphoser en ces mêmes insectes.
Le hall d’entrée consacre les changements de perspective. À l’origine dédié à Marianne, figure allégorique de la République naissante, il devient le lieu des cérémonies du souvenir, en l’honneur des très nombreux normaliens disparus en 1914-1918. Après une période plus neutre depuis la Seconde Guerre mondiale, il accueille depuis 1996 une sculpture en bronze de E. Joulia dénommée Danse la Vie.

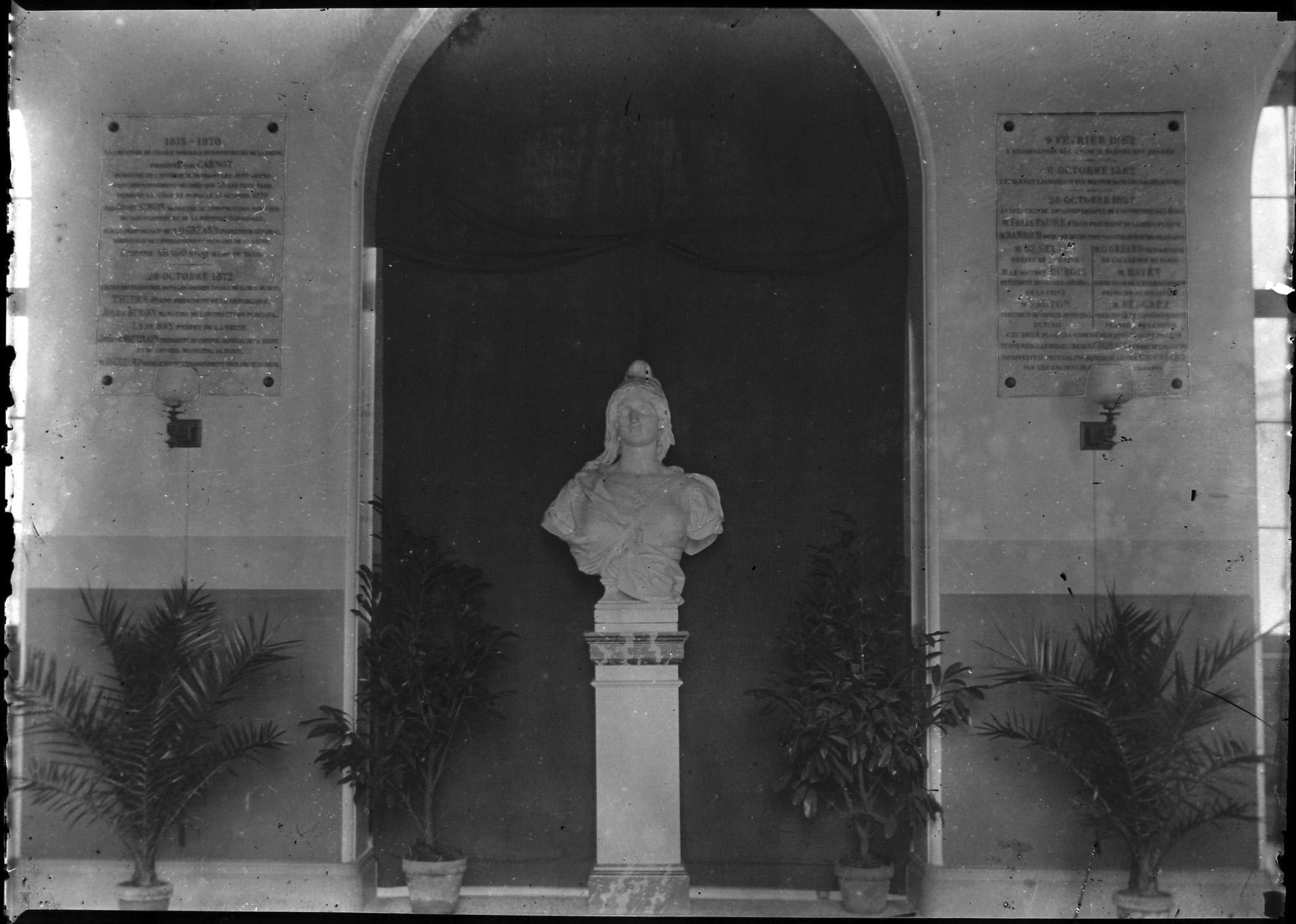
Buste de Marianne dans le hall d'honneur avant 1900.
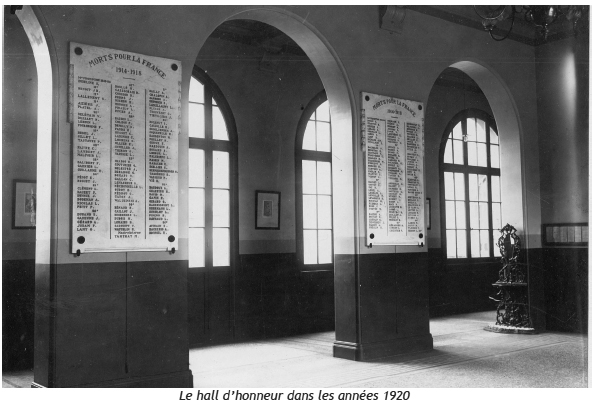
En 1920, les plaques des normaliens tués à la guerre.
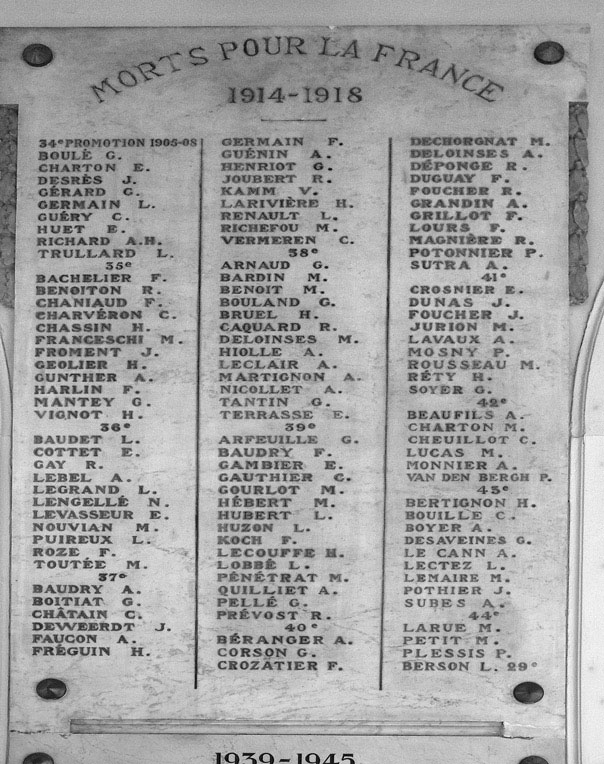
Plaque commémorative de la guerre.
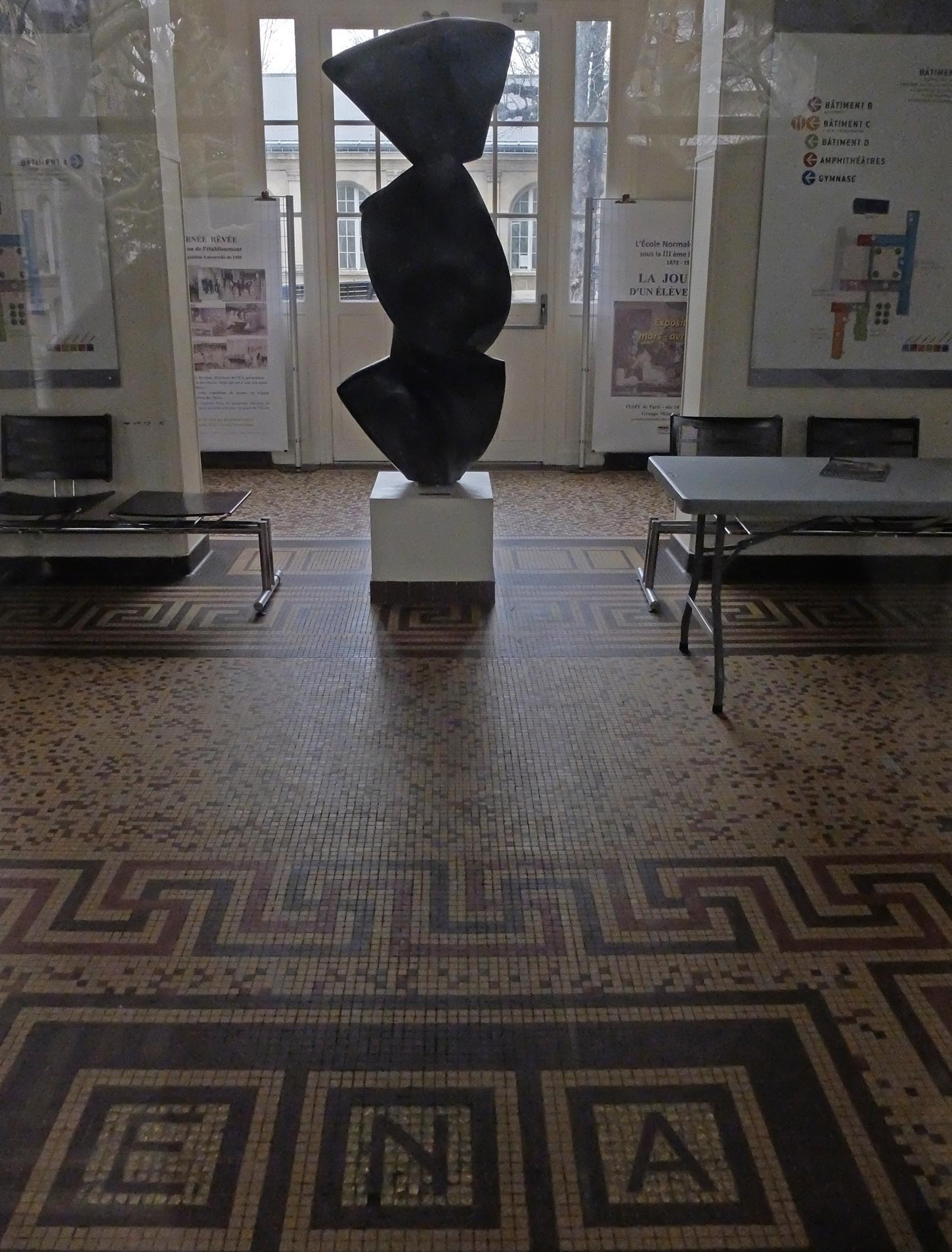
Danse la vie, bronze de E. Joulia, 1996.

## Mutations de l'établissement depuis 1991

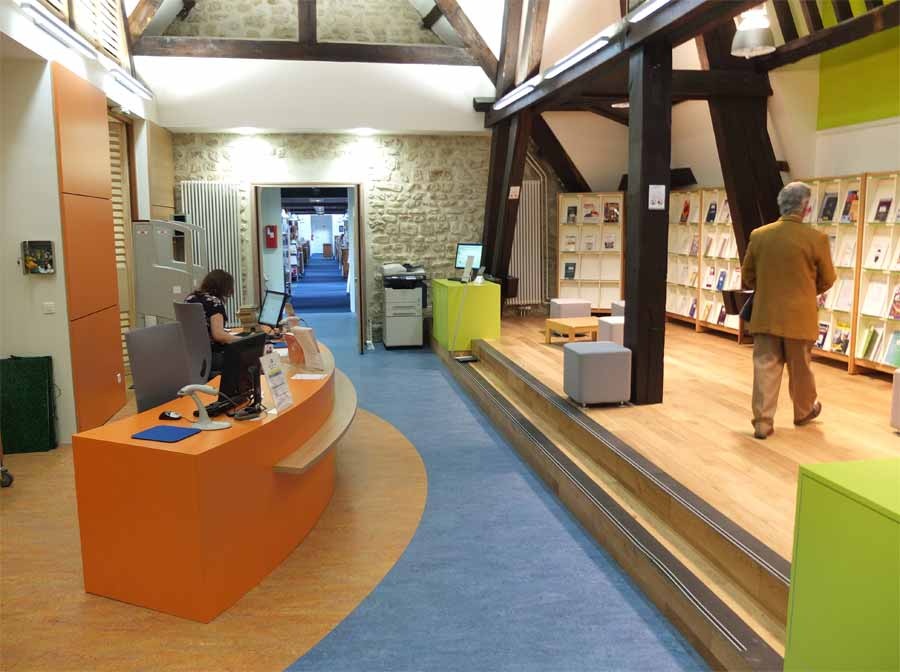
Bibliothèque de l'INSPÉ.

Depuis la fin des Écoles normales d'instituteurs en France, plusieurs structures leur ont succédé :
- IUFM (Institut universitaire de formation des maîtres) de 1992 à 2013. Direction Jean Janitza puis Claudette Lapersonne.
- ESPE (École supérieure pour le professorat et l'enseignement) de 2013 à 2019. Direction Alain Frugière.
- INSPÉ (Institut national supérieur du professorat et de l'éducation) depuis 2019. Direction Alain Frugière.

Ces évolutions sont la formation à partir de la licence et la mise en place d'une formation générale et commune aux premier et second degrés d'enseignement. L’organisation de l’établissement est restée identique jusqu'à la disparition de l'internat en 1974. Alors, les deux étages qui étaient dévolus uniquement aux dortoirs ont été progressivement transformés en salles de cours. La bibliothèque est aménagée dans les combles restructurés. Les changements se sont accélérés avec le passage à l'IUFM en 1992.
En décembre 2022, une plaque commémorative est inaugurée pour célébrer les 150 ans du site,.

### Parc et cour intérieure
Ils sont d’un accès très réglementé jusqu'aux années 1950. Les élèves ne peuvent par exemple que tourner et courir (dans un sens unique), sous la surveillance d’un professeur. L'accès actuel est dédié au délassement et au plaisir des lieux. La tempête de décembre 1999 marque le parc comme partout en France. Plusieurs arbres centenaires sont couchés par le vent, sans autres dommages.

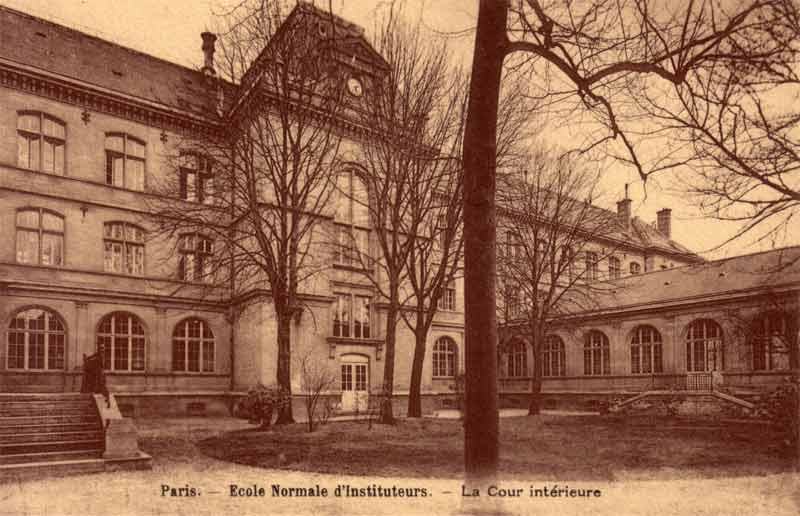
Cour carrée en 1920.
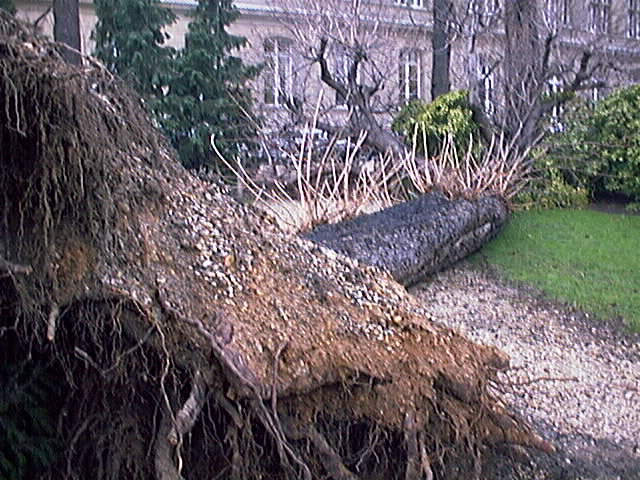
Tempête de 1999.
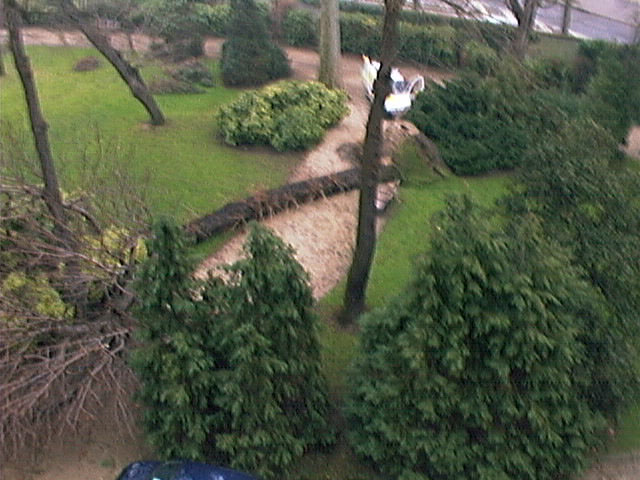
Tempête de 1999.
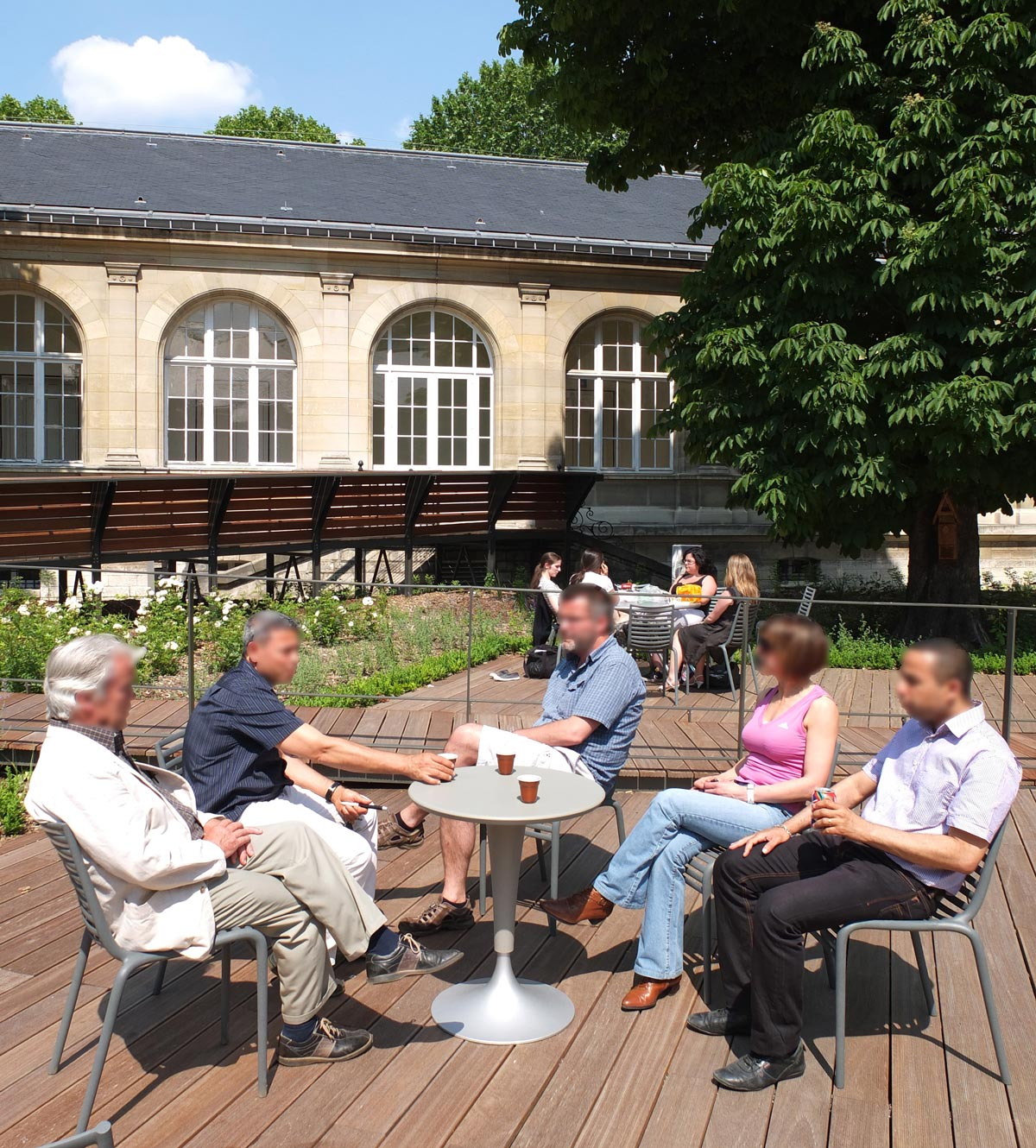
Cour carrée en 2012.
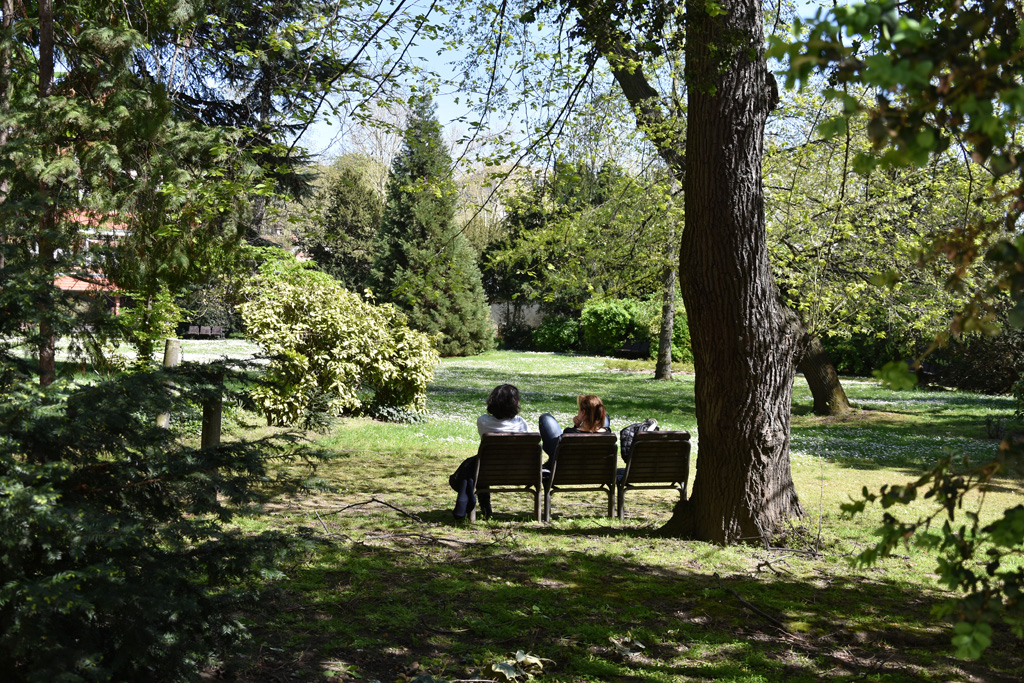
Parc en 2018.

### Modèles en plâtre, un patrimoine artistique redécouvert
L'enseignement des beaux-arts est fréquemment modifié au cours des XIXe et XXe siècles. Les directives se succèdent, s'enrichissent mais aussi se contredisent parfois. Les programmes d’enseignement du 21 juin 1865, confirmés par ceux de 1878, établissent l’enseignement par la méthode du dessin linéaire (géométrique), d’ornement et d’imitation (d’après des modèles lithographiés ou des moulages en plâtre). L’art doit être « utile » et l’apprentissage mène aux arts mécaniques. En 1882, l’enseignement du dessin devient obligatoire dans le primaire, avec l’accent mis sur le dessin d’imitation et le dessin géométrique. D'où l'achat des modèles d'imitation en plâtre par l'École normale parisienne naissante.
En 1909, changement radical : méthode intuitive (une certaine liberté est laissée à l’élève), aspect éducatif de l’enseignement du dessin (la sensibilité est revendiquée), observation directe de la nature (le monde au contact de l’enfant). Les modèles précédents, sont donc délaissés comme le montre le document en référence.
La remarquable collection de sculptures en plâtre pour le dessin d'imitation (une dotation de 3500 francs or à l'époque) est progressivement remisée dans les caves. Sa redécouverte par « Mémoires d'Auteuil » et la création d'une exposition en 2010 lui redonnent une nouvelle vie. « Mémoires d'Auteuil » est un groupe de professeurs de l'INSPÉ de Paris qui se consacrent à valoriser les archives et étudier l'histoire de l'ancienne École normale d'instituteurs de la capitale,.

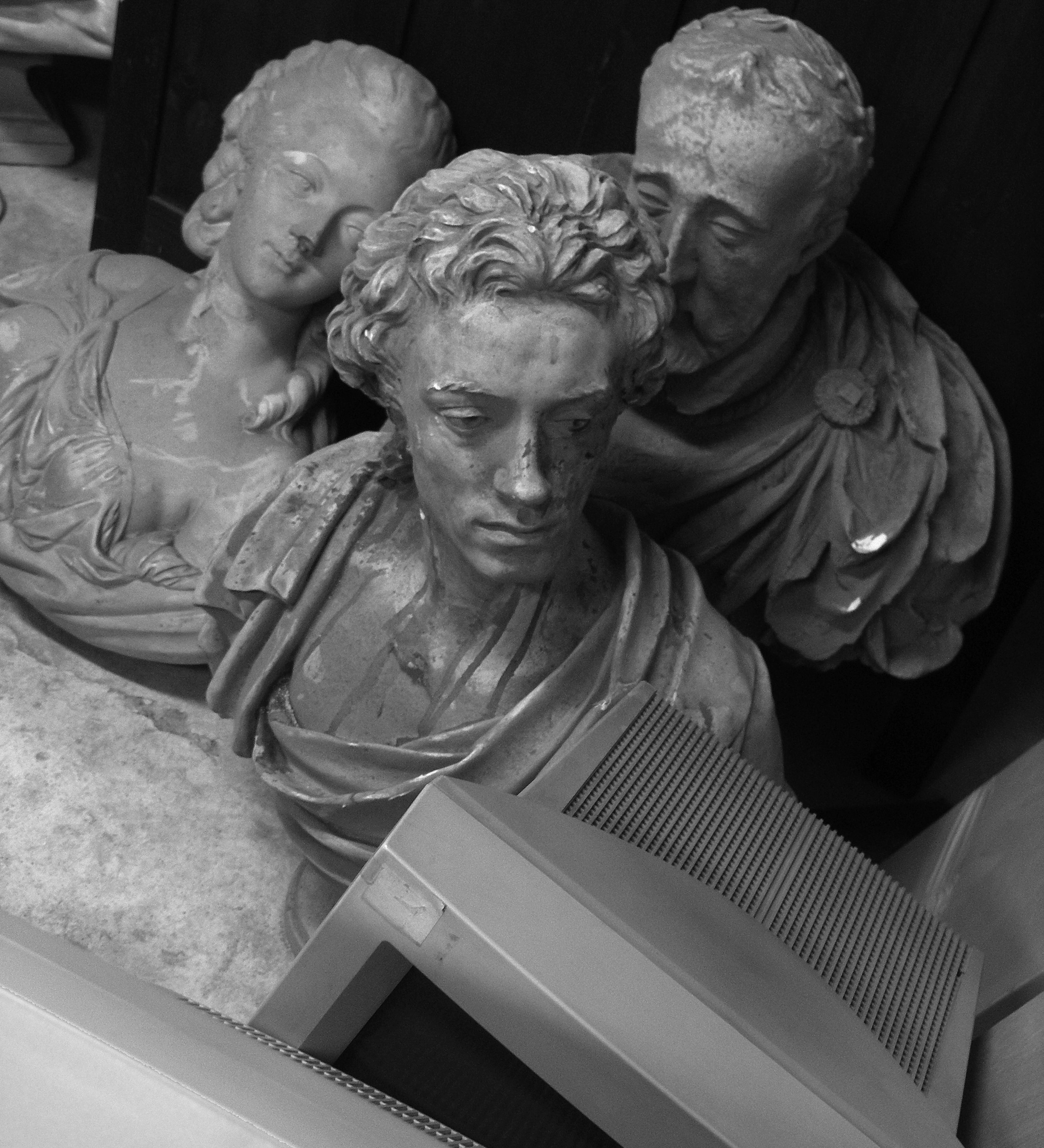
Modèles en plâtre en sous-sol en 2009.
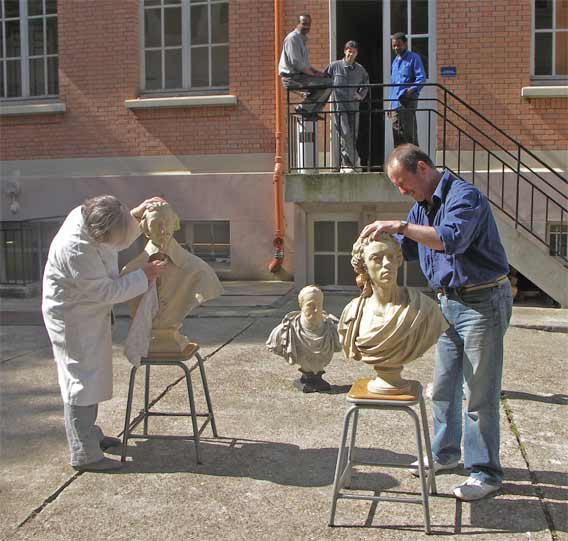
Toilette des modèles en plâtre.
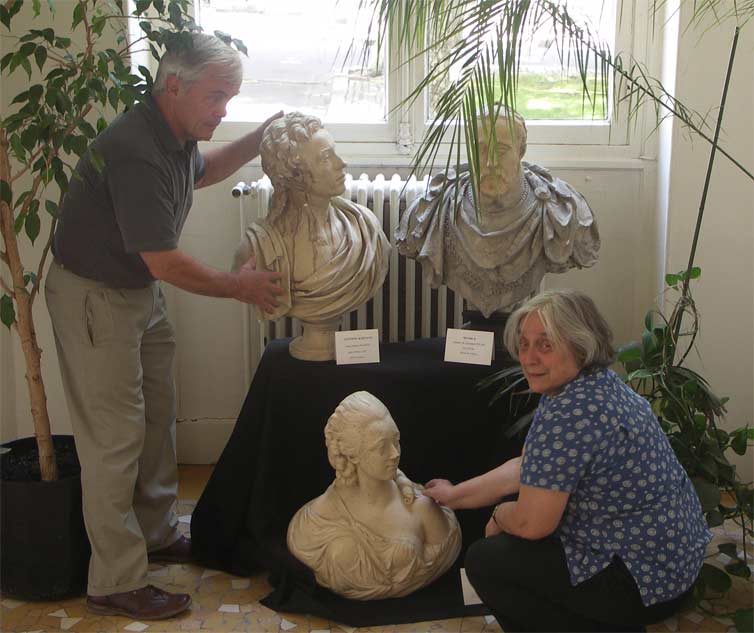
Modèles en plâtre exposés en 2010.
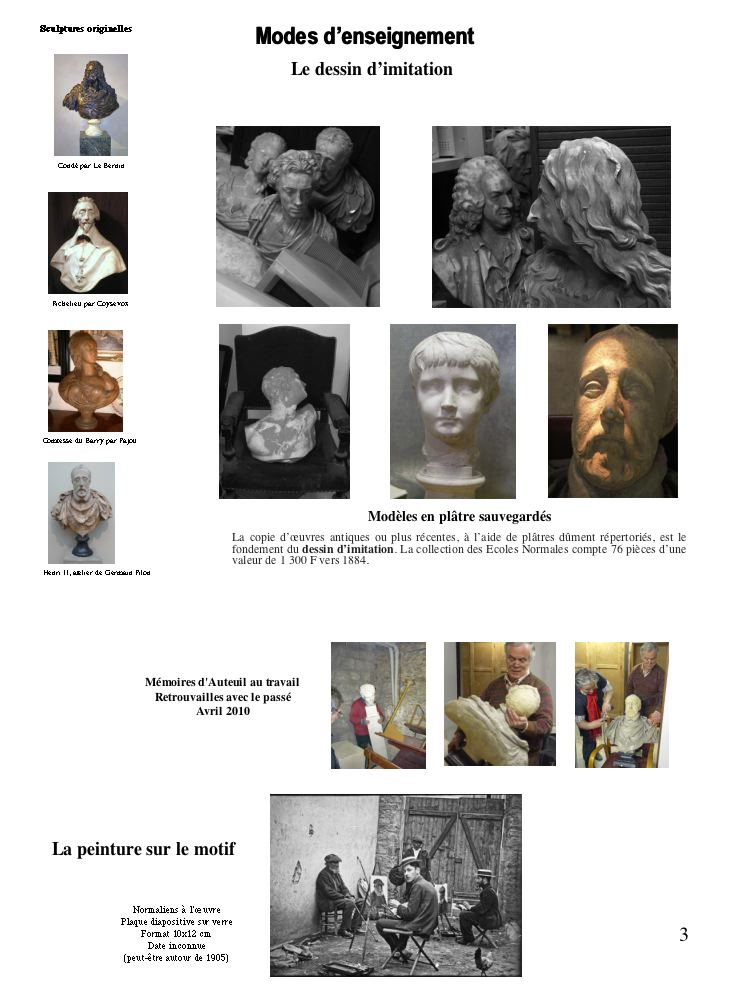
Exposition Beaux Arts en 2010.

### La collection botanique, anatomique et animale du docteur Auzoux
Cette collection prestigieuse acquise dans les années 1880 est elle aussi progressivement remisée par les changements pédagogiques au cours des années. Fabriquée dans la technique du « papier mâché », elle ne résiste pas aux manipulations et surtout à son quasi-abandon du fait de l'emploi de documents photographiques de grande qualité, puis de l'informatique. L'état misérable de « l'Écorché » est un signal d'alarme. En 2012, « Mémoires d'Auteuil » crée une page Internet avec des photos d'une partie de la collection délaissée. Par la suite, des pièces sont rénovées par l'université Paris-Sorbonne dont dépend l'INSPÉ et présentées au public universitaire.
La photo de R. Gineste, normalien entre 1911 et 1914, met en scène de manière humoristique les collections de sciences naturelles et présente « l'Écorché » à droite et le squelette connu sous le sobriquet « Oscar ».

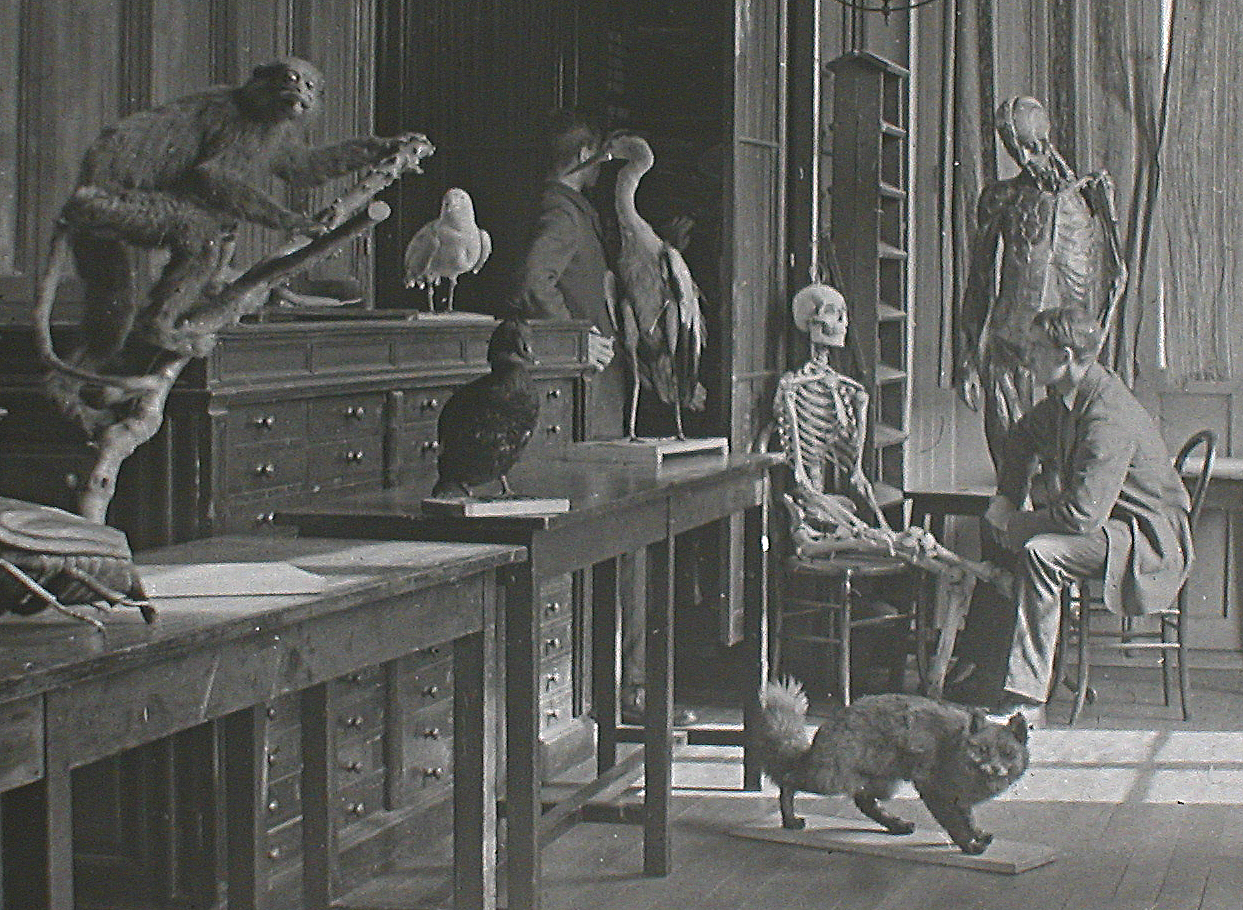
Mise en scène de R. Gineste, en 1914.
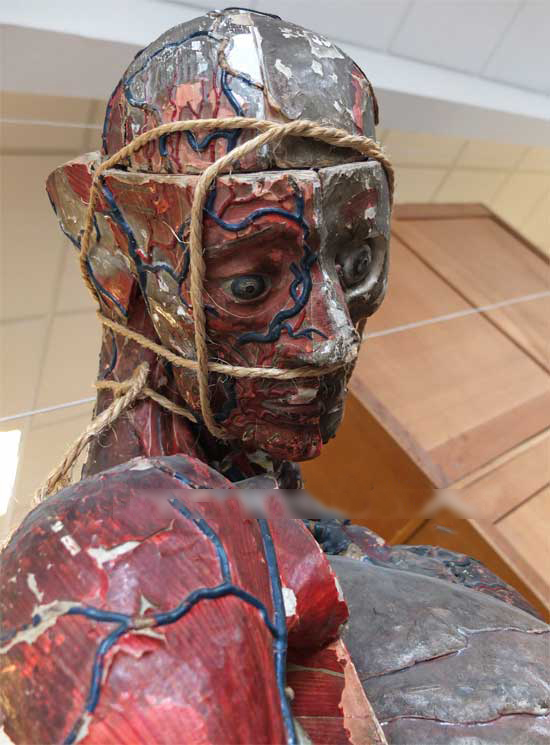
L'Écorché avant restauration[33].
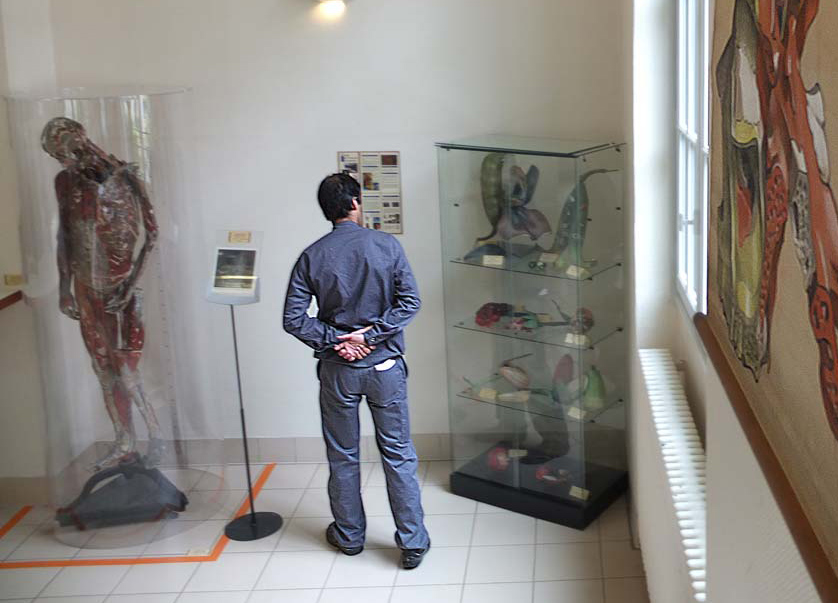
L'Écorché après restauration en 2015.
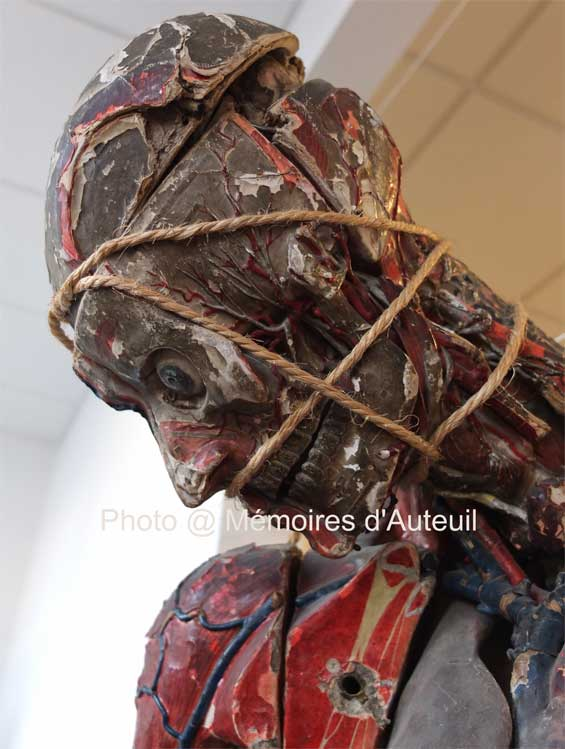
Collection Auzoux.
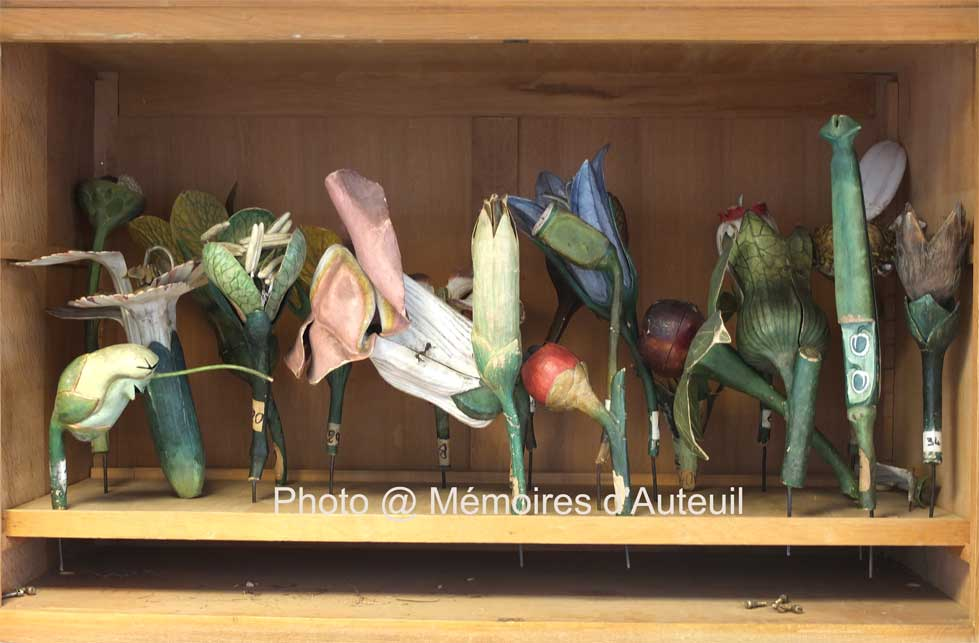
Collection Auzoux.